# Laïcité
Ne doit pas être confondu avec Laïcat.
La laïcité  est le « principe de séparation, dans l'État, de la société civile et de la société religieuse » et « d'impartialité ou de neutralité de l'État à l'égard des confessions religieuses ».
L'adjectif "laïque" qualifie par extension des « institutions, publiques ou privées, qui sont indépendantes du clergé et des Églises ».
La laïcité s'oppose à la reconnaissance d'une religion d'État. Le principe de séparation entre l'État et les religions peut trouver des applications différentes selon les pays.

## Définitions
Pour le Larousse, la laïcité se définit comme : « conception et organisation de la société fondée sur la séparation de l'Église et de l'État et qui exclut les Églises de l'exercice de tout pouvoir politique ou administratif, et, en particulier, de l'organisation de l'enseignement » ; ou : « caractère de ce qui est laïc, indépendant des conceptions religieuses ou partisanes ».
Pour le TLFi : « principe de séparation dans l'État de la société civile et de la société religieuse » ; ou : « caractère des institutions, publiques ou privées, qui, selon ce principe, sont indépendantes du clergé et des Églises ; impartialité, neutralité de l'État à l'égard des Églises et de toute confession religieuse ».
En revanche, pour l’Encyclopédie philosophique universelle, la laïcité peut prendre un sens distinct, plus large que le sens juridique : « construction intellectuelle tendant à empêcher l’emprise de toute confession sur la société, ce qui a pour conséquence de proscrire l’imposition d’une religion civile par le politique tout en renvoyant les affaires spirituelles à la sphère privée ».
La confusion entre ce sens philosophique et le sens juridique est à l’origine de nombreux débats politiques.
« Laïcité », « laïc » peuvent désigner une institution ou un organisme qui est indépendant des conceptions religieuses ou du clergé ou neutre vis-à-vis des confessions religieuses : on parle de « laïcité de l'État », « laïcité de l'enseignement »,.

### Étymologie
Le mot « laïc », apparu au XIIIe siècle et d'usage rare jusqu'au XVIe siècle, désigne les personnes (et les choses) qui ne sont pas de condition religieuse (prêtres, religieux), de la même manière que le mot civil désigne ceux qui ne sont pas de condition militaire.
Ce terme est issu du latin laicus « commun, du peuple (laos) », terme ecclésiastique repris au grec d'église λαϊκός, laikos, « commun, du peuple (Laos) », par opposition à κληρικός, klerikos (clerc), désignant les institutions proprement religieuses. Le terme laicus est utilisé dans le vocabulaire des églises chrétiennes dès l'Antiquité tardive pour désigner toute personne de la communauté qui n’est ni clerc, ni religieux c'est-à-dire profane en matière de théologie. Cependant, elle appartient bien à l'Église, dans le sens qu'elle en suit le culte (l'incroyance étant alors inconcevable à l'époque) ; et peut même y exercer des fonctions importantes. L'abstrait désignant cette position a donné en français le terme « laïcat ».
Au Moyen Âge, le mot « laïc » distingue l'homme commun, qui doit être enseigné, de l'individu « instruit » consacré par son état religieux.

### Laïcité et sécularisation

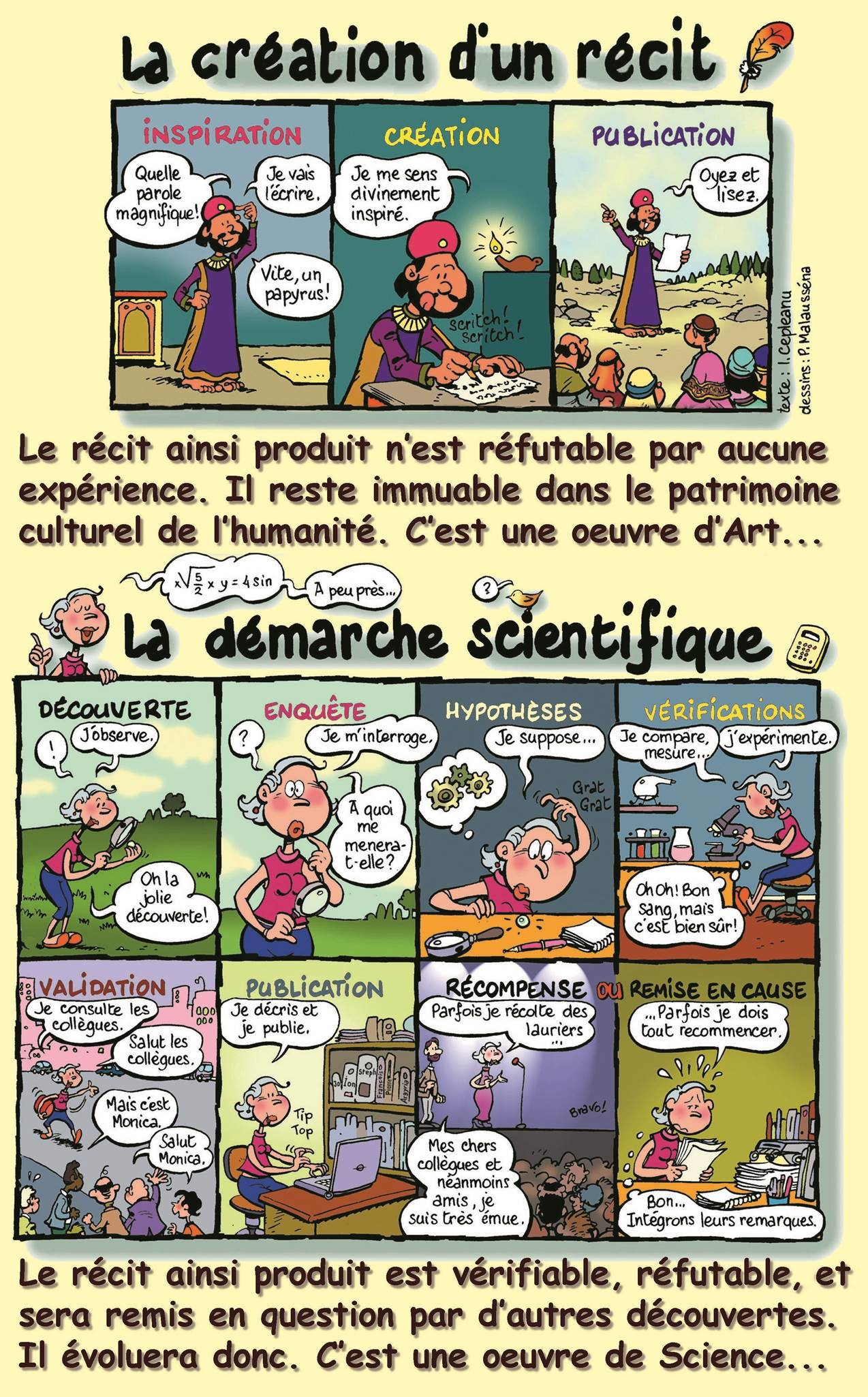
Bande dessinée pédagogique libre de droits pour la jeunesse, illustrant la différence méthodologique entre la création d'un récit et la démarche scientifique. C'est aussi sur cette différence que s'appuie la notion juridique de laïcité.

On distingue le caractère séculier d'une société (la population manifeste une certaine indifférence religieuse) de la laïcité proprement dite (les institutions d'État ne sont soumises à aucune contrainte ni même ne relèvent d'aucune justification de nature religieuse, spirituelle ou théologique).
Jean Baubérot propose ainsi une définition des processus de sécularisation et laïcisation : « la sécularisation implique une relative et progressive (avec des zigzags) perte de pertinence sociale (et, en conséquence, individuelle) des univers religieux par rapport à la culture commune (…) La laïcisation, en revanche, concerne avant tout la place et le rôle social de la religion dans le champ institutionnel, la diversification et les mutations sociales de ce champ, en relation avec l'État et la société civile ».
Ferdinand Buisson, un des inspirateurs des lois laïques de la Troisième République française, définit plus la laïcité comme de la sécularisation des institutions politiques d'un État, à savoir que cet État ne s'adosse à aucune religion officielle, ni ne suppose quelque onction divine. Le principe de séparation des pouvoirs politique et administratif de l’État du pouvoir religieux en est une application.

## Histoire
Le concept de laïcité trouve ses racines dans les écrits des philosophes grecs et romains, tels qu'Épicure ou Marc Aurèle, ceux des penseurs des Lumières comme Locke, Bayle, Diderot, Voltaire, les pères fondateurs des États-Unis tels James Madison, Thomas Jefferson, et Thomas Paine, en France à travers les lois de Jules Ferry.
Contrairement aux idées reçues, le concept de laïcité a été développé par des penseurs d'obédiences variées. Ainsi, Averroès, philosophe et théologien musulman andalou de langue arabe du XIIe siècle, est également considéré comme l'un des pères fondateurs de la pensée laïque.

### Christianisme
D'après les Évangiles, Jésus de Nazareth, reconnu par les chrétiens comme le Messie, dit cette phrase : « Rendez à César ce qui est à César et à Dieu ce qui est à Dieu ».

### Antiquité
Dans l’Antiquité, avant l’arrivée du christianisme, il n'y avait aucune séparation entre les cultes et l’État. Dans les monarchies chrétiennes et musulmanes, le roi était également le plus haut chef religieux et parfois, il était considéré comme divin. Dans les régimes républicains, les religieux étaient nommés fonctionnaires, comme les personnalités politiques. Dans d'autres cas, une autorité religieuse était également l’autorité civile suprême, comme c'était le cas de la théocratie judéenne sous domination étrangère.
Dans la Rome antique, les empereurs étaient parfois considérés comme des êtres divins (la plupart du temps ils étaient divinisés après leur mort) et occupaient la plus haute fonction religieuse, celle de Pontifex maximus. Les chrétiens ont d'ailleurs contesté ce système, en reconnaissant l'autorité politique de l'empereur mais en refusant de s'impliquer dans une religion de l'État, et de reconnaître la divinité de l'empereur. De ce fait, les chrétiens ont été jugés ennemis de l’État et la conversion au christianisme était punissable de la mort (voir par exemple, martyre de Justin sous le règne de Marcus Aurelius). Cette situation a entraîné de violentes persécutions jusqu'en 313, année qui vit la signature de l'édit de Milan par Constantin Ier et Licinius. L'Empire romain est véritablement devenu chrétien avec l'édit de Théodose Ier en 390. Les enseignements de Jésus lui-même sont parfois cités comme exemple du principe de la séparation de l’Église et de l’État (par exemple dans l'Évangile selon Marc, 12:17 : « Rendre à César ce qui est à César, et à Dieu ce qui est à Dieu. »). André Gounelle rappelle que lors des discussions sur la loi de séparation des Églises et de l'État, Aristide Briand se référa plusieurs fois à ce passage de l'évangile de Luc et il estime que certains chrétiens, avec les stoïciens, ont été parmi les premiers à nier « que l’État ait un rôle déterminant à jouer dans la relation de Dieu avec les êtres humains ».
Selon Henri Peña-Ruiz, dans la cité grecque (et dans la cité latine pré-chrétienne postérieurement) la religion organise le lien social. Puis, la cité se faisant intégrante, des croyances multiples cohabitèrent. Chaque citoyen a ses dieux personnels, dans une cité qui a les siens propres (les dieux poliades) et dont la vocation est de préserver le salut commun. Progressivement, le conformisme religieux laisse la place à des lois communes, afin de favoriser la coexistence de tous. La religion de la cité aura alors une fonction civique dépourvue de dogmatisme théologique ; on admettra progressivement que la conscience reste maîtresse d’elle-même. Le droit romain développera cette distinction entre lois communes et pouvoir religieux en distinguant la res publica (la « chose publique ») de la chose privée. Ainsi sont réunies les composantes de la laïcité contemporaine : le respect de la conscience individuelle, la recherche de l’intérêt général, la primauté de la loi sur les dogmes.

### Moyen Âge
Au Moyen Âge, dans les pays d'Europe de l'Ouest, la séparation de l’Église et de l’État se heurtait aux monarques, représentants de Dieu sur terre, qui héritaient leurs pouvoirs du droit divin et des autorités ecclésiastiques.
Dans l'Empire romain oriental, également connu sous le nom d'Empire byzantin, l'empereur disposait d'un pouvoir suprême, au-dessus de l’Église, et il contrôlait son plus haut représentant, le patriarche de Constantinople. L'orthodoxie était la religion d’État. Lorsque l'Empire ottoman a conquis Constantinople (qui sera renommé Istanbul en 1930), l'empereur a été tué. Gennade II Scholarios a alors été nommé patriarche de l'Église orthodoxe orientale par le sultan Mehmed II.
Au Ve siècle, le pape Gélase Ier conçoit le premier dans une lettre à l'empereur Anastase, la distinction entre le pouvoir temporel (potestas) et de l’autorité spirituelle (auctoritas). Cette lettre, préfigurant la doctrine médiévale des deux glaives, devient à fin du XIe siècle l’un des textes clefs invoqués pour soutenir la supériorité de l’autorité pontificale sur la potestas impériale. Mais l'usage qui en est fait alors, dans l'optique de la séparation du regnum et du sacerdotium, provient de l’importance excessive accordée à ce qui est en fait une citation altérée de la lettre de Gélase, qui mentionnait « deux augustes impératrices gouvernant le monde ». La distinction entre potestas et auctoritas tente d'établir une hiérarchie : le pouvoir politique serait moralement soumis à l'autorité. Cette dichotomie entraîne des réactions qui se traduisent notamment par la lutte du sacerdoce et de l'Empire ou par les mouvements hérétiques des XIVe et XVe siècle qui contestent au clergé cette mainmise spirituelle[réf. incomplète].

### Époques moderne et contemporaine
Le concept moderne de séparation des Églises et de l'État est souvent attribué au philosophe anglais John Locke. Suivant son principe de contrat social, Locke affirme que l'État n'a pas de légitimité suffisante en ce qui relève de la conscience individuelle. Pour Locke, c'est l'origine d'un droit naturel de liberté de conscience qui, dit-il, doit être protégé des intrusions des gouvernements. Cette perception concernant la tolérance religieuse et l'importance de la conscience individuelle devint, avec la notion de contrat social, particulièrement influente dans les colonies américaines, et dans la rédaction consécutive de la Constitution des États-Unis.
Au siècle des Lumières, d'Alembert a vivement critiqué, dans le Discours préliminaire de l'Encyclopédie, sans la nommer, l'Inquisition, et déploré l'« abus de l'autorité spirituelle réunie à la temporelle ».
La notion moderne de laïcité, qui n'est plus hiérarchique, apparaît quand la théorie politique puis l'État deviennent capables d'une pensée autonome sur la question religieuse. Les termes « laïcité », « laïciser », « laïcisme », « laïcisation », ne sont attestés qu'à partir de la chute du Second Empire, en 1870 : le terme « laïcité » est contemporain de la Commune de Paris qui vote en 1871 un décret de séparation de l'Église et de l'État. Ils sont liés, sous la Troisième République, à la mise en place progressive d'un enseignement non religieux mais institué par l'État. Le substantif « la laïque », sans autre précision, désignait familièrement l'école républicaine. La laïcité sécularise alors la puissance publique et renvoie l'activité religieuse à la sphère privée[réf. nécessaire].
La laïcité a été condamnée par différents papes dans plusieurs encycliques, dont Mirari vos (1832), Quanta cura (1864), Vehementer nos (1906), Gravissimo officii munere, Iamdudum (it), Quas primas (1925) et Iniquis afflictisque (1926).

« Elle le fait en conjuguant la liberté de conscience, qui permet aux options spirituelles de s'affirmer sans s'imposer, l'égalité de droits de tous les hommes sans distinction d'option spirituelle, et la définition d'une loi commune à tous visant le seul intérêt général, universellement partageable. »

Au sein de la tradition protestante réformée, une défense classique de la position protestante dira :

« Le Magistrat peut et doit exercer son pouvoir de coercition pour supprimer et punir les hérétiques et les sectaires, plus ou moins, selon la nature et le degré de l’erreur, schisme, obstination et danger de séduction qu’elle requiert. »

— George Gillespie, Wholesome severity reconciled with Christian liberty
Ou bien encore, François Turretin, professeur de théologie à Genève à la fin du XVIIe siècle décrit la position protestante ainsi :

« Les orthodoxes (tenant la position d’équilibre entre les deux extrêmes) maintiennent que le pieux magistrat croyant ne peut pas et ne doit pas être exclu du soin de la religion et des choses sacrées, qui lui a été confié par Dieu. Seulement, que ce droit soit encadré dans certaines limites de façon que le pouvoir ecclésial et politique ne soient pas confondus, mais que chacun ait sa part distincte »

— François Turretin, Instituts de Théologie Elenctique, locus 18 Q34
Dans l'introduction de son ouvrage Penser la laïcité, Catherine Kintzler écrit que « le lieu naturel de la laïcité est la pensée des Lumières relayée par la pensée républicaine. » Agrégée de philosophie, professeur honoraire à l’université de Lille III et vice-présidente de la société de philosophie, elle affirme que « la laïcité a produit plus de libertés que ne l'a fait aucune religion investie du pouvoir politique ». Dans un entretien accordé à la Revue des Deux Mondes elle rappelle que la laïcité comme régime politique ne commence pas avec la loi de 1905, ni avec l’apparition du terme « laïcité » dans le vocabulaire politique. Il y a eu nombre de lois laïques bien avant : l’institution du mariage civil en 1792, les lois scolaires de la IIIe République, la loi de 1881 « sur la liberté des funérailles ».

## Situation par pays

| - État laïc ou séculier - Religion d'État - Ambigu ou aucune information |

### Albanie
À sa fondation en 1913, l'Albanie, à majorité musulmane mais avec d'importantes minorités catholiques sur la côte et orthodoxes dans le Sud, n'avait pas de religion d'État mais sa constitution reconnaissait tous les cultes. Après la Seconde Guerre mondiale, la dictature communiste les a officiellement interdits, et a fermé tous les lieux de culte, dont beaucoup furent démolis. Depuis 1992, la constitution reconnaît à nouveau la liberté des cultes, l'État et ses institutions étant séculiers (article 10 : «  Në Republikën e Shqipërisë nuk ka fe zyrtare », traduction : "En République d'Albanie, il n'y a pas de religion officielle"). Des écoles confessionnelles se sont ouvertes, souvent grâce à des fonds étrangers (Turquie, Allemagne, Grèce).

### Allemagne
Depuis l'assemblée nationale constituante de Weimar qui s'est tenue du 19 janvier 1919 au 21 juin 1920, les Églises et l'État sont séparés, et il n'existe plus de confessions officielles. Auparavant, une séparation stricte comme en France en 1905 a été tentée par le ministre prussien de l'enseignement, le social-démocrate et libre-penseur Adolf Hoffmann, mais avait échoué début 1919. La coopération étroite existante entre l'État et les Églises dans beaucoup de domaines, particulièrement dans les secteurs médico-social et éducatif, sera poursuivie. Les Églises et les communautés religieuses et philosophiques (comme les libres-penseurs), si elles ont un nombre minimum de membres, sont stables et respectueuses de la constitution, peuvent obtenir le statut d'« établissement de droit public », comparable à un Établissement public du culte en France. Le statut permet aux Églises de prélever auprès de leurs membres une contribution obligatoire appelée Kirchensteuer (littéralement « impôt d'Église ») collectée par l'État contre remboursement des frais.
Selon la Constitution de Weimar, reprise à l'identique par la Loi Fondamentale de 1949, l'instruction religieuse est une matière ordinaire enseignée dans les écoles publiques, dans la plupart des länder. Elle est organisée par l'État, mais elle est également placée sous le contrôle de chacune des communautés religieuses. Les professeurs sont cependant formés dans les universités publiques. Les parents ou les élèves de plus de 14 ans peuvent décider de ne pas suivre ces cours de religion, mais la plupart des länder imposent alors, en remplacement, que les élèves suivent des cours d'éthique ou de philosophie. En 1997, il y a eu une importante polémique lorsque la cour constitutionnelle fédérale a jugé inconstitutionnelle une loi de Bavière imposant le crucifix dans chaque salle de classe. La Bavière l'a remplacée par une loi imposant toujours le crucifix, sauf si les parents d'élèves émettent une protestation formelle.
Avec l'immigration et l'augmentation du nombre d'habitants musulmans, un débat est apparu sur la possible introduction d'un enseignement religieux islamique pour les élèves musulmans. Le gouvernement de certains länder (par exemple Berlin) a décidé de proposer l'instruction religieuse de l’islam dans les écoles publiques des quartiers ayant une population musulmane significative. Cette décision, qui pose le problème de la représentativité des associations chargées de l'enseignement religieux islamique, est fortement contestée, y compris dans la communauté musulmane.

### Angola
L'article 10.1 de la constitution de 2010 rappelle que "La République d'Angola est un État laïque, avec séparation des Églises et de l'État, conformément à la loi".

### Australie
Depuis la création du Commonwealth d'Australie en 1901, la liberté religieuse est garantie et toute religion d'État est proscrite. L'article 116 de la constitution australienne dispose :
Le Commonwealth ne fera aucune loi pour instituer une religion, ou pour imposer le respect d'une religion, ou pour interdire l'exercice libre d'une religion et aucun serment religieux ne pourra être exigé comme qualification pour un emploi privé ou public dans le Commonwealth.
Certains juges australiens sont allés plus loin en estimant que le gouvernement ne pouvait soutenir une école religieuse, même si cela était fait de manière non discriminatoire. Cependant, la Haute Cour d'Australie, autorise le financement des écoles religieuses. La question des aides de l'État pour les écoles non gouvernementales a été largement débattue lors de la campagne pour les élections législatives australiennes de 1963. La question de la séparation entre la religion et l'État est généralement moins controversée en Australie qu'aux États-Unis. Chaque jour, le Parlement d'Australie débute d'ailleurs ses séances par des prières qui ne sont pas obligatoires mais auxquelles beaucoup de parlementaires participent.

### Autriche
En Autriche, le concordat de 1934 définit l'Église catholique comme préférée de l'État, bien que toutes les « communautés religieuses reconnues » bénéficient d'un certain soutien financier officiel (impôts). Le libre et public exercice de chaque culte est garanti par la Loi fondamentale de 1867. Toutefois, le crucifix est présent dans presque tous les hôpitaux, à la cour, dans les écoles et dans les administrations. La religion est du domaine du public et du privé, car il faut indiquer la confession sur presque tous les documents officiels.

### Belgique
Depuis la fondation du royaume en 1830, les membres du clergé des confessions reconnues par l’État sont rémunérés par lui. Actuellement, six religions sont reconnues : en nombre, le catholicisme (qui jouit toujours d’une position dominante dans le royaume), suivi par l’islam, le protestantisme, le judaïsme, l’orthodoxie et l’anglicanisme, et la communauté philosophique non confessionnelle (organisée autour des associations dites laïques ) dont les délégués (collaborateurs salariés) bénéficient également de rémunérations de l’État. Cette communauté, également appelée « laïcité organisée », fédérée par le CAL et par l’UVV, offre aussi une assistance morale et organise des cérémonies dites de « passage » tels le parrainage laïc, la fête de la jeunesse laïque, le mariage laïc ou les funérailles laïques selon une conception philosophique non confessionnelle, alternative à l’assistance des cultes et aux cérémonies religieuses. Actuellement, la reconnaissance du bouddhisme est discutée, non pas en tant que culte, mais en tant que « communauté philosophique non confessionnelle ».
Bien que la religion catholique ait été historiquement très présente dans la vie quotidienne et aussi dans l’État (le cardinal occupe la deuxième place de l'ordre de préséance, juste après le Roi, les représentants des autres cultes reconnus se trouvant au-delà de la 70e place), l'État belge gère deux réseaux d'enseignement distincts. Dans l'enseignement officiel, les parents peuvent choisir le cours confessionnel reconnu que suivra leur enfant à la différence de l’enseignement libre où ce choix n’est pas disponible, car très majoritairement catholique, quoiqu'il existe aussi un enseignement libre subventionné non confessionnel. La laïcité de l’État belge repose sur l’indépendance de l’État sur le clergé. L’État dirige le clergé et non l’inverse. Le parlement est composé de divers partis politiques. Au centre se trouvent les partis à connotation religieuse. Alors que le CD & V ou le CDH (ex-Parti social chrétien) ont une orientation principalement chrétienne, leurs membres peuvent être de droite ou de gauche. À l’inverse les membres des partis de droite ou de gauche sont de différentes confessions. Autour de ce noyau gravitent les partis extrémistes.
Lors de l’année scolaire 2014-2015, les appellations des vacances ont été modifiées pour perdre leur consonance religieuse. Ce décret mettait en œuvre des modifications déjà en application au sein de l’administration. L’application du décret a créé la polémique au sein des partis qui se rejetaient la faute. Renommer les vacances de Pâques en vacances de printemps a été décidé en 2000. Le congé de Toussaint rebaptisé congé d’automne a été modifié en 2005. Les vacances de Noël deviennent vacances d’hiver. Le congé de détente étant anciennement celui du Carnaval.
Au mois de mars 2015, un arrêt de la Cour constitutionnelle octroie le droit aux élèves d’être dispensé de suivre soit un cours de religion ou de morale à la demande des parents. Cette décision repose entre autres sur la violation des articles 19 et 24 de la constitution et est spécifique à l’enseignement officiel en Wallonie et à Bruxelles. Cette décision suit de peu les attentats de Paris contre Charlie Hebdo du 7 janvier. Cela incite le pouvoir politique à s’interroger sur le bien-fondé de l’existence des cours de religion et morale actuels. En fin de compte, un cours alternatif intitulé, « encadrement pédagogique alternatif » (EPA), sera proposé. Si Joëlle Milquet, ministre de l'Éducation, doit respecter la décision de la Cour constitutionnelle, elle ne dispose que de quelques mois pour la mettre en application. Ce manque de temps l'empêche d'y remédier d'une manière sereine. Les premières propositions faites pour ce cours d’EPA seront rapidement rebaptisées « cours de rien » par l’opinion publique et ses détracteurs. Courant du mois de mai, un autre débat sous couvert de laïcité tente de s’immiscer, une nouvelle fois sans succès. L’Union des Classes Moyennes (UCM) demande la suppression du congé de Pentecôte pour maximiser la compétitivité des sociétés. La France en 2003 le réalisait, avant de revenir sur cette décision, faute de résultat probant. L’opinion publique ignore ce nouveau débat et se concentre sur le seul digne d’intérêt, le « cours de rien ». La nature et la manière dont ce cours devra être donné changent régulièrement. L’urgence et les débats houleux donnent même naissance à une proposition absurde. Ce « cours de rien » sera la copie conforme du cours de morale et sera donné par des professeurs de religions ou de morale qui auront perdu leurs heures à cause de ce même cours. Lors du refus de cette proposition par le Conseil d’État, la ministre de l’Éducation réitère sa proposition initiale : changer la description du cours de morale afin qu’elle redevienne non confessionnelle. En effet, lors de l’intégration de la Laïcité organisée à l’État belge, la description du cours de morale est devenue confessionnelle, mais son contenu n’a pas été modifié et est resté lui non confessionnel.
La presse relate l’avancée des débats, à l’aide de titres peu flatteurs, « Religion à l'école : qu'y aura-t-il dans le "cours de rien" ? », « "Cours de rien" : "Un bricolage à la va vite au mépris des écoles", selon Ecolo », « Cours de rien, option néant », « "Cours de rien" : "On avance dans le bon sens", se réjouit la Fapeo ». Début juillet 2015, le calendrier de mise en place des cours « d’encadrement pédagogique alternatif » est présenté. À la rentrée 2015, les parents pourront choisir le cours d’EPA qui n'en est pas encore un, pour leurs enfants. Toutefois, les écoles auront jusqu’à janvier 2016 pour le mettre en œuvre. Il parlera de démocratie de citoyenneté et pourra être donné par des professeurs de religion ou morale. À la rentrée 2016, le cours d'EPA sera réellement un cours de citoyenneté. Les écoliers du primaire pourront soit le choisir exclusivement, à raison de deux heures par semaine. Soit, de le suivre pour une heure et de suivre l’autre heure le cours de religion ou de morale. Les étudiants du secondaire auront le choix entre 2 heures de citoyenneté ou 2 heures de religion morale. À la rentrée 2017, les élèves du secondaire auront même choix que celui des primaires en 2016.
Cette histoire belgo-belge du « cours de rien », est révélatrice d’un conflit entre deux laïcités. Les défenseurs du « cours d’encadrement pédagogique alternatif » plébiscitent la laïcité à la française . Ils défendent la séparation complète entre l’État et le Clergé. Les opposants au « cours de rien » eux défendent la laïcité belge et le maintien des droits acquis. Cette dernière positionne l’État belge comme la plus haute autorité religieuse sur le territoire et est la garante de la non-ingérence étrangère d’ordre confessionnel, par le schisme automatique qu’elle crée. Pour ces derniers, il est suffisant que l’État belge favorise ses institutions et se contente d’empêcher plus activement l’ingérence étrangère confessionnelle, tel que le Diyanet turc, ou le Maghzen marocain.

### Bénin
La "laïcité de l'État" est rappelée dans plusieurs articles (5, 23 et 156) de la Constitution du Bénin

### Bolivie
L'article 4 de la Constitution de la Bolivie fait référence à l'indépendance de l'État vis-à-vis de la religion : "El Estado es independiente de la religión".

### Brésil
Le Brésil est un pays laïc depuis 1891 (art.72, §3º à 7º de la Constitution de 1891) confirmé par la constitution de 1988 établissant clairement la séparation entre État et religion (art.19, I).
Les Églises exercent une forte influence dans la politique brésilienne. Elles interviennent dans les débats des campagnes électorales. Plusieurs partis politiques ont un nom qui évoque une religion : Partido Social Cristão, Partido Social Democrata Cristão ou encore Partido Trabalhista Cristão. Au Parlement brésilien, le groupe évangélique est composé de 63 députés (sur 513) et 3 sénateurs (sur 81).

### Burkina Faso
L'article 31 de la Constitution de 1991 affirme que "Le Burkina Faso est un État démocratique, unitaire et laïque."

### Burundi
L'article premier de la Constitution de 2018 stipule que "Le Burundi est une République indépendante, souveraine, laïque, démocratique, unitaire et respectant sa diversité ethnique et religieuse."

### Canada
La Charte canadienne des droits et libertés, qui fait partie de la constitution, énonce dans son préambule que le Canada « est fondé sur des principes qui reconnaissent la suprématie de Dieu et la primauté du droit ». La liberté religieuse est également garantie. Le Québec a également sa Charte des droits et libertés garantissant les libertés fondamentales de religion et de conscience et l'égalité des droits pour tous. Les dispositions des chartes canadienne et québécoise sont interprétées comme comportant une obligation de neutralité.
En vertu de cette obligation, l'État doit demeurer «un acteur neutre dans les rapports entre les diverses confessions ainsi qu’entre celles-ci et la société civile » : Congrégation des témoins de Jéhovah de St-Jérôme-Lafontaine c Lafontaine (Village), [2004] 2 RCS 650, à la p. 680. Ainsi, en 1985, dans l'arrêt R. c. Big M Drug Mart, [1985] 2 RCS 295, la Cour suprême du Canada a pu juger que la Loi sur le dimanche, qui interdisait les activités commerciales le dimanche, n'avait pas un but légitime dans « une société libre et démocratique ».

#### Québec
Contrairement au Canada, l'État québécois est laïc depuis la Loi sur la laïcité de l'État en 2019. L'article premier de cette loi dispose que « L’État du Québec est laïque. » La laïcité s'applique conformément à quatre principes : la séparation de l'État et des religions, la neutralité religieuse de l'État, l’égalité de tous les citoyens et citoyennes, ainsi que la liberté de conscience et la liberté de religion. Les institutions parlementaires, gouvernementales et judiciaires doivent se conformer, au nom de la laïcité de l'État, à ces quatre principes, « en fait et en apparence. » La loi interdit le port de signes religieux aux employés de l'État en position d'autorité coercitive, ainsi qu'aux enseignants du réseau scolaire public, tout en reconnaissant un droit acquis aux personnes déjà en poste le 27 mars 2019, soit le jour précédant la présentation du projet de loi.

### Corée du Sud
L'article 20.2 rappelle la séparation entre l'Église et l'État : "Aucune religion d'État ne peut être reconnue. L'Église et l'État sont séparés".

### Côte d'Ivoire
Le préambule de la Constitution de 2016 rappelle l'"engagement irréversible à défendre et à préserver la forme républicaine du Gouvernement ainsi que la laïcité de l’État".

### Cuba
L'article 15 de la Constitution de 2019 rappelle que l'État cubain est laïque, et séparé des institutions religieuses ("El Estado cubano es laico. En la República de Cuba las instituciones religiosas y asociaciones fraternales están separadas del Estado")

### Écosse (Royaume-Uni)
À la différence de l'Angleterre où la religion d'État reste celle de l'Église d'Angleterre, en 1921 le Parlement britannique passa un Acte (Church of Scotland Act 1921 (en)) qui sépara complètement l'Église d'Écosse de l'État en Écosse. Néanmoins, l'Église d'Écosse continue d'être considérée comme une église nationale, mais elle a une indépendance complète en matière de questions et nominations spirituelles.

### Espagne
La femme politique Virginia González Polo (1873-1923), est condamnée pour blasphème en 1916, mais la Seconde République, proclamée en 1931, institutionnalise la séparation avec l'Église catholique, particulièrement dans le domaine des droits des femmes et de l'éducation, grâce notamment aux préconisations de l'Institution Libre d'Enseignement fondée en 1876. Des institutions fondées par les femmes de l'époque se proclament laïques, comme le Lyceum Club Femenino, association fondée par l'universitaire basque Maria de Maetzu en 1926, ainsi que son pendant catalan, le Lyceum Club de Barcelone, créé par l'écrivaine Aurora Beltrana en 1931.
L'arrivée au pouvoir par la force des nationalistes en 1939 après la guerre d'Espagne remet en cause ces fondements jusqu'à la mort du dictateur Franco en 1975.
Les relations entre les confessions et l’État sont modifiées au moment de la transition démocratique, après la mort du dictateur Francisco Franco. Le catholicisme perd son statut de religion d’État avec la proclamation de la nouvelle Constitution en 1978. L’article 16 du texte garantit la liberté idéologique, religieuse et de culte des individus et des communautés sans autre limitation, dans leurs manifestations, que celles qui seraient nécessaires au maintien de l’ordre public protégé par la loi. Il n'est établi aucune religion d’État. Toutefois, les pouvoirs publics prendront en compte les croyances religieuses de la société espagnole et maintiendront des relations de coopération avec l’Église catholique, seule expressément nommée, et les autres confessions.
Peu après l’entrée en vigueur de cette Constitution qui entérine la séparation de l’Église et de l’État, quatre accords sont signés le 3 janvier 1979 entre le Saint-Siège et l’Espagne pour réviser le concordat de 1953. Il est indiqué qu'« à la lumière du principe de la liberté religieuse, l’action éducative respectera le droit fondamental des parents sur l’éducation morale et religieuse de leurs enfants dans le milieu scolaire. En tous les cas, l’éducation diffusée dans les centres d’enseignement public sera respectueuse des valeurs de l’éthique chrétienne ». En vertu de cet accord, l’Église catholique peut établir des établissements de formation, traités comme des écoles, des collèges et des lycées pour autant qu'ils respectent le régime légal de l’enseignement scolaire. De plus, les universités et autres centres de formation universitaire établis par l’Église catholique sont reconnus par l’État. Par ailleurs, les accords financiers de 1979 prévoient que l’église est libre de recevoir des offrandes et des dons des fidèles et d’organiser des collectes publiques, et l’État espagnol accepte également de lui apporter un soutien financier direct. Jusqu’en 1988, l’Église catholique espagnole est financée sur le budget général de l’État par une dotation spéciale. En 2020, l’Église catholique reçoit 0,7 % du produit de l’impôt sur le revenu des contribuables espagnols qui le souhaitent.
À la demande du cardinal Antonio María Rouco, le 26 février 2002, le gouvernement de José María Aznar rétablit une disposition datant de la dictature, du Concordat de 1953. Selon cette disposition, l’article 27 de ce concordat est remis, pour partie, en vigueur en décembre 2003. Il dispose : « L’État garantit l’enseignement de la religion catholique comme matière ordinaire et obligatoire dans tous les centres d’enseignement, qu’ils soient publics ou privés, quels qu’en soient la nature et le niveau ». Le catholicisme devint donc une matière comptant aux examens, les autres religions n’ayant droit qu’à un enseignement de morale civique où les religions autres que catholiques sont qualifiées d’hérésies. Cette disposition fut abolie en 2004, dès les élections. Le 22 juillet 2005, le gouvernement socialiste a rendu public un projet de loi qui rendrait les cours de religion catholique facultatifs à l’école publique. Revenant sur des dispositions instaurées par José María Aznar, le projet prévoit aussi que les notes obtenues par les élèves dans cette matière ne compteront plus pour obtenir des bourses, aller à l’université ou passer en classe supérieure. Depuis la promulgation de la Loi organique d'éducation, l’instruction « religieuse » est une matière facultative proposée aux élèves d'Espagne. Ceux-ci peuvent opter pour une version confessionnelle de l'option (catholique, évangélique, islamique ou juive) ou pour une version non confessionnelle ; ils peuvent aussi simplement renoncer à cette option. Si 82,4 % des Espagnols se déclarent catholiques et 47,7 % d’entre eux pratiquants, les nouvelles mesures semblent soutenues par une majorité de la population.
Les rapports avec les autres confessions minoritaires résultent d'accords de coopération bilatéraux introduit par une loi organique de 1980 s’inspire du modèle concordataire. Trois des confessions minoritaires ont conclu des accords de coopération avec l’État approuvés par le Parlement espagnol en 1992 : la Fédération évangélique protestante, avec la Fédération des communautés israélites et avec la Commission islamique. Ces trois accords reconnaissent aux communautés la possibilité d’établir et de gérer des écoles primaires et secondaires, ainsi que des universités et des centres de formation confessionnels. Le législateur a également confié au gouvernement espagnol en 2007 la mission de définir les modalités de reconnaissance des diplômes de théologie et de ministre du culte qui seraient décernés dans des centres d’enseignement supérieur dépendant des confessions parties à un accord bilatéral avec l’État.

### États-Unis
Les États-Unis apparaissent de nos jours comme une république fortement imprégnée par les valeurs chrétiennes (tradition puritaine pour la Nouvelle-Angleterre, mais aussi baptiste, méthodiste, et catholique). Pourtant, dès l’époque de la révolution américaine, l’idée de laïcité est un concept incontournable en Amérique, hérité des Lumières, et plus spécifiquement du philosophe anglais John Locke.
Ainsi, la déclaration d'indépendance américaine fut rédigée par des déistes, les Pères fondateurs étaient également dans leur majorité des laïcs attachés à la séparation de l'Église et de l'État. Ainsi, Thomas Jefferson, en 1776, s'il fait référence à un Dieu créateur qui légitime les droits de l’Homme, était également farouchement attaché à cette idée, comme en témoignent ses écrits :
« J’ai toujours considéré qu’il s’agissait d’une affaire entre l’homme et son créateur, dans laquelle personne d’autre, et surtout pas le public, n’avait le droit d’intervenir. »
Dans l’une de ses lettres, Jefferson évoque l’impérieuse nécessité d’un « mur de séparation » entre l’État et les Églises.
D’autres pères fondateurs des États-Unis se sont prononcés en faveur de la séparation des Églises et de l’État :
- George Washington :

«  Tous possèdent également la liberté de conscience et les protections de la citoyenneté. Le gouvernement des États-Unis n’apporte aucun soutien au sectarisme, ni aucune assistance à la persécution, et requiert seulement que tous ceux vivant sous sa protection se conduisent en bons citoyens […] Les croyances religieuses d’un homme ne le priveront pas de la protection des lois, ni du droit d’obtenir et d’exercer les plus hautes fonctions publiques existantes aux États-Unis. »
- James Madison :

«  Le gouvernement n’a pas l’ombre d’un droit de se mêler de religion. Sa plus petite interférence serait une usurpation flagrante. »
- John Adams :

« Le gouvernement des États-Unis n’est en aucune manière fondé sur la religion chrétienne ; il n’a aucune inimitié envers la loi, la religion ou la tranquillité des musulmans. »
- Thomas Paine :

« De toutes les tyrannies qui frappent l’humanité, la pire est la tyrannie en matière de religion. »

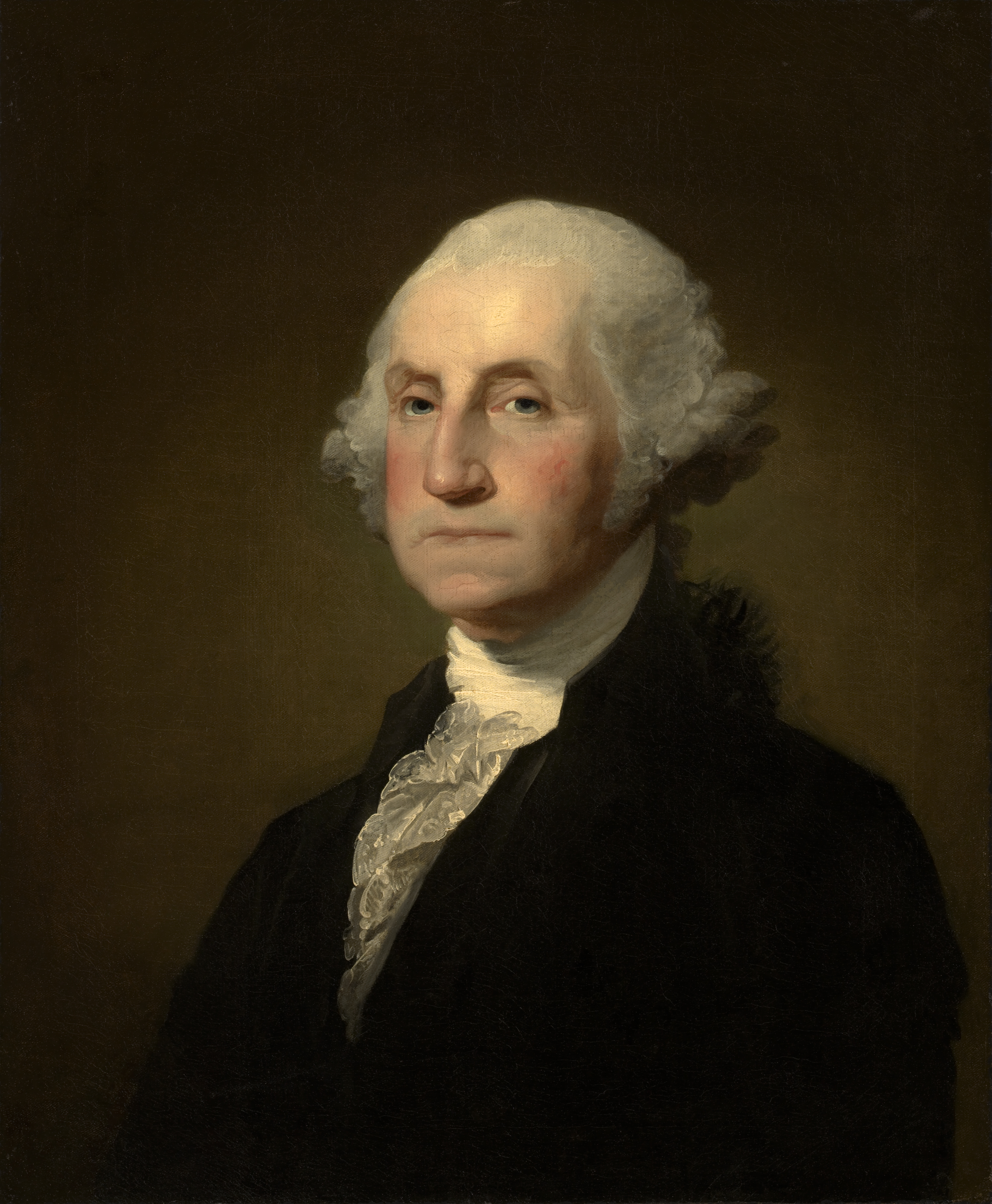
George Washington (1732-1799), premier président américain.
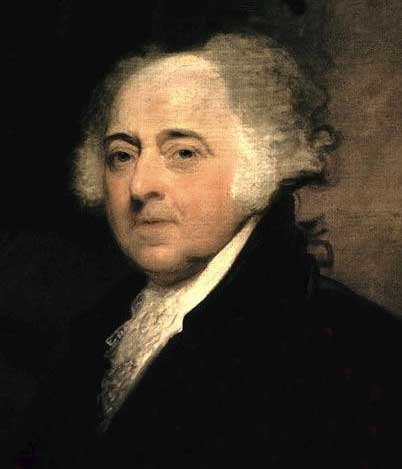
John Adams (1735-1826), deuxième président.
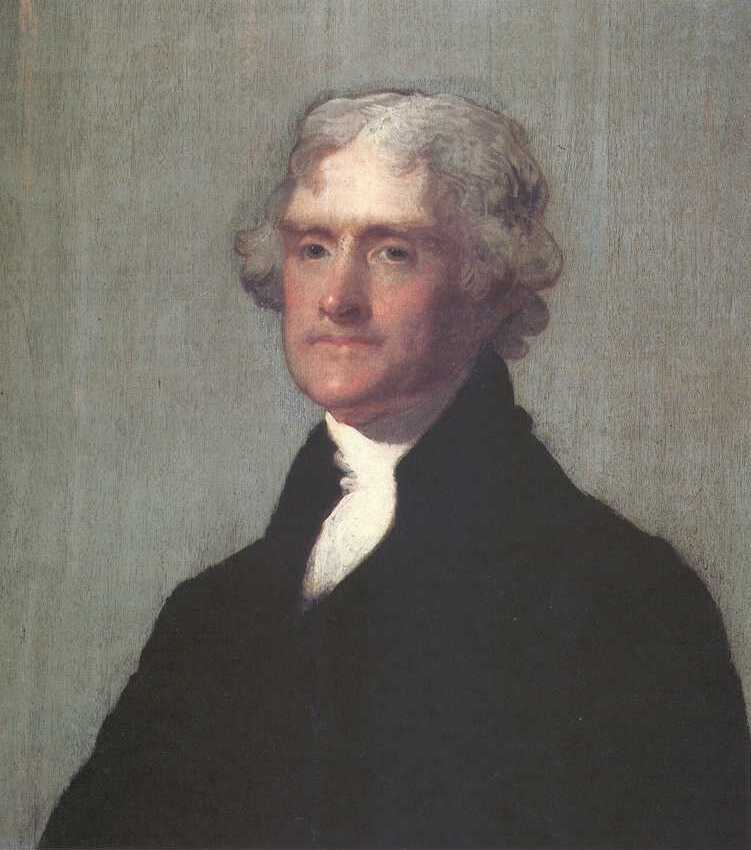
Thomas Jefferson (1743-1826), troisième président.
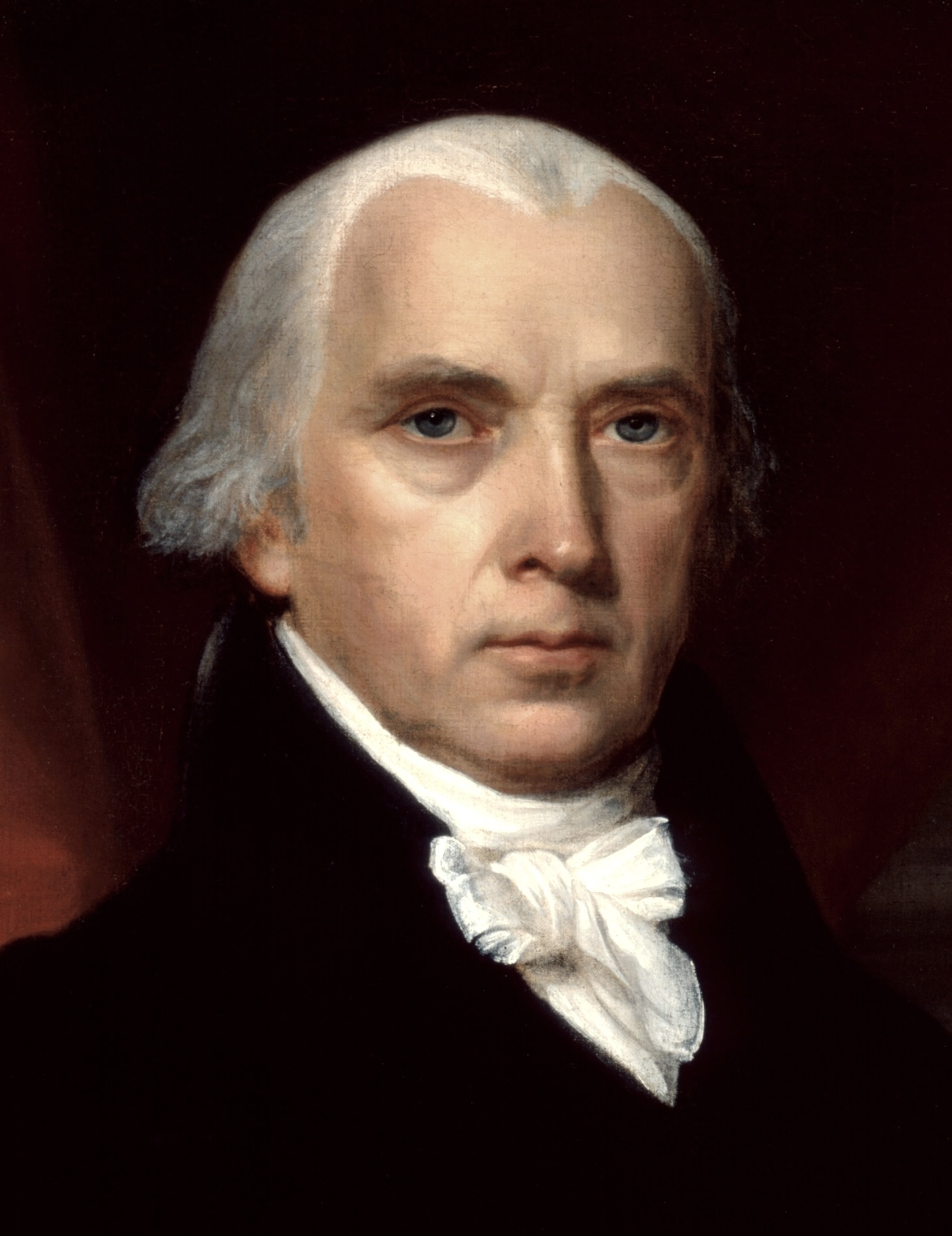
James Madison (1751-1836), quatrième président.

Officiellement, la religion est séparée de l’État par le premier amendement du 12 décembre 1791 de la constitution de 1787. Fait notable pour l’époque, ni la constitution ni la Déclaration des Droits (les dix premiers amendements), les deux textes fondateurs de la République américaine, ne font référence à Dieu ou à la Providence. Ainsi, depuis la fin du XVIIIe siècle, il n’y a pas de religion officielle dans ce pays.
Pourtant, les références à Dieu sont omniprésentes dans la pratique politique : George Washington, premier président, introduit en 1789 le serment sur la Bible, alors que la constitution de 1787 ne prévoyait qu’un simple serment. On note également le In God we trust sur les pièces et billets (En Dieu, nous avons confiance) qui est devenu une devise officielle des États-Unis le 30 juillet 1956, sur l’initiative d’un député de Floride (Charles E. Bennett). Dans les États où, à l'occasion d'un procès (ou de la prise de fonction d'un gouverneur ou d'un shérif, par exemple), les témoins doivent jurer de dire la vérité sur un « document sacré »[réf. nécessaire], le choix est possible entre tous les « documents » disponibles : Bible chrétienne sans apocryphes, Bible chrétienne avec écrits intertestamentaires, Torah, Coran, Avesta, etc.
Contrairement par exemple à la France, dans le système éducatif américain, l’État fédéral ne subventionne aucune école religieuse[réf. nécessaire]. En juin 2022, la Cour suprême des États-Unis soutient le financement public des écoles religieuses . Enfin, il ne faut pas oublier que le premier amendement fait partie de la première constitution à garantir la non-ingérence de l’État dans les religions et la liberté de culte. En 1875, James Blaine, président de la Chambre des représentants, proposa un amendement constitutionnel interdisant les subventions publiques pour tout projet à vocation religieuse. Cet amendement Blaine, bien que rejeté par le Sénat, fut adopté par 37 États américains, qui donc ne subventionnent aucune école privée. L'arrivée du chèque éducation a remis en cause cette décision[réf. nécessaire].
La définition du Dieu auquel se réfère l’État américain est pensée et vécue comme le point commun à toutes les religions ; il ne s’agit donc pas d’un Dieu précis, attaché à un culte défini. D’une manière différente de la France, où l’État rassemble par son indifférence aux cultes, l’État américain rassemble en créant un point commun qui est le fait de croire. C’est la conséquence étonnante d’une telle laïcité : en se refusant toute ingérence étatique dans la vie religieuse des citoyens, les fondateurs des États-Unis ont attiré dans leur pays de nombreux immigrants très religieux, parfois brimés dans leurs pays d’origine : mennonites, baptistes, anabaptistes, amishs, quakers, juifs, etc. La forte religiosité américaine, qui connaît son pic pendant la guerre froide, n’est donc pas le vœu des fondateurs du pays mais la conséquence des conditions dans lesquelles le pays s’est construit.
La religion est considérée aux États-Unis dans un sens proche de l’étymologie (religio : créer un lien social). Dans ce cadre, agnostiques et athées sont mal conceptualisés dans le système, car une très grande majorité des personnes se rattache par principe à une religion. Une étude de l’université du Minnesota publiée en 2006 montre d’ailleurs que la « communauté » qui inspire la méfiance la plus grande aux États-Unis est non pas celle des immigrants récents, celle des homosexuels ou celle des musulmans, mais bien celle des athées. Néanmoins, la méfiance qu’inspirent les athées aux États-Unis dépend énormément du lieu de résidence des populations étudiées : les habitants de la côte ouest autant que ceux de la côte est, c’est-à-dire une majorité d’Américains, acceptent bien mieux l’athéisme que ne le font ceux qui habitent au centre du pays.

### Éthiopie
L'article 11 de la constitution de 1994 dispose « 1. En Éthiopie, l'État et la religion sont séparés. »

### France

#### Principe
En France, le concept de laïcité est avant tout une histoire conflictuelle opposant tout au long du XIXe siècle deux visions de la France. Les catholiques, qui avaient joué un rôle décisif dans la révolution de 1789 avec le ralliement du clergé au tiers état, sont durablement traumatisés par la persécution qui les frappe sous le régime de la Terreur. La majorité d'entre eux soutient le camp conservateur au XIXe siècle, contre une partie de la société civile plus progressiste et acquise aux idées des Lumières. La conception française de la laïcité est, dans son principe, la plus radicale des conceptions de la laïcité (comparativement), quoiqu’elle ne soit pas totale. La justification de ce principe est que, pour que l’État respecte toutes les croyances de manière égale, il ne doit en reconnaître aucune. De ce fait, l’État n’intervient pas dans la religion du citoyen, pas plus que la religion n’intervient dans le fonctionnement de l’État. L'organisation collective des cultes doit se faire dans le cadre associatif. La laïcité à la française pose comme fondement la neutralité religieuse de l’État. L’État n’intervient pas dans le fonctionnement de la religion, sauf si la religion est persécutée (article 1 de la loi du 9 décembre 1905 : « l’État garantit l’exercice des cultes »).
Ce principe a été énoncé essentiellement en deux temps :
- d’une part, sous la Révolution française, notamment dans la Déclaration des droits de l'homme et du citoyen de 1789 (qui fait cependant référence à un Être suprême) et qui est reprise par le préambule de la constitution de 1958, dont l’article Ier rappelle que : La France est une République laïque […] Elle assure l'égalité devant la loi de tous les citoyens sans distinction d'origine, de race ou de religion… ;
- et d’autre part, par la loi du 9 décembre 1905 relative à la séparation des Églises et de l’État ; l'intitulé d'une loi n'a cependant aucune valeur juridique. Seuls comptent les « principes » (Titre 1er Principes) énoncés aux articles 1 et 2 : liberté de conscience, libre exercice des cultes et séparation des cultes et de la République. On peut considérer qu'il en résulte les principes de non-ingérence et de séparation avec les institutions religieuses ; les institutions religieuses ne peuvent avoir d’influence sur l’État et l’État ne peut avoir d’influence sur les Églises ou leurs croyants sauf en tant que citoyen : la séparation est donc réciproque.

La laïcité à la française s'appuie essentiellement sur trois piliers, rappelés dans le rapport Stasi: la neutralité de l’État, la liberté de conscience et le pluralisme.
Le principe de laïcité ne s’est appliqué qu’aux citoyens et en France métropolitaine. Dans les colonies et même en Algérie (départementalisée), la population d'origine indigène n'avait pas la pleine citoyenneté et le droit qui s'appliquait faisait une large place aux coutumes locales, y compris en matière de place des cultes, des structures religieuses et de leurs ministres. De cette situation proviennent, d’ailleurs, les problèmes d’intégration en France à partir des années 1960, lorsque les immigrés de ces colonies, qui pouvaient jusqu’alors publiquement exercer leur religion, sont arrivés en France où il était d’usage tacite de se confondre dans la population.
Énoncé en 1905, le principe de laïcité ne s'applique pas non plus en Alsace-Moselle (qui ne fut réintégrée à la France qu'en 1918) pour ce qui concerne l'éducation - et où le régime du concordat prévaut -, ni à Mayotte mais uniquement pour ceux qui en font le choix pour les principes du droit (où la loi islamique, la charia, s’applique selon le recueil de jurisprudence, le minhadj, même si l'on observe que le droit coutumier local opère un glissement vers le droit commun) ou à Wallis-et-Futuna pour le système éducatif en primaire (où l'enseignement est concédé par l'État au diocèse catholique).

##### Critiques
Jean Baubérot définit la laïcité contemporaine sous trois aspects : l’État est sécularisé, la liberté de croyance et de culte est garantie, et les croyances sont égales entre elles. Il remarque cependant que chacun insiste davantage sur l'un ou sur l'autre de ces trois aspects : le laïciste sur la sécularisation, le croyant, sur la liberté de conscience, et enfin celui qui adhère à des croyances minoritaires sur l'égalité entre toutes les croyances. Il critique par ailleurs la confusion de certains organismes, qui, selon lui, confondent État laïc et État athée : « Actuellement, on confond laïcité et sécularisation, et le Haut Conseil à l’Intégration le revendique d’ailleurs fièrement puisqu’il déclare que « dans une société sécularisée il n’est pas possible de faire ceci ou cela ». Cela est totalement anormal, ce n’est plus de la laïcité mais quelque chose qui comporte des éléments d’un athéisme d’État ».

#### Applications concrètes du principe

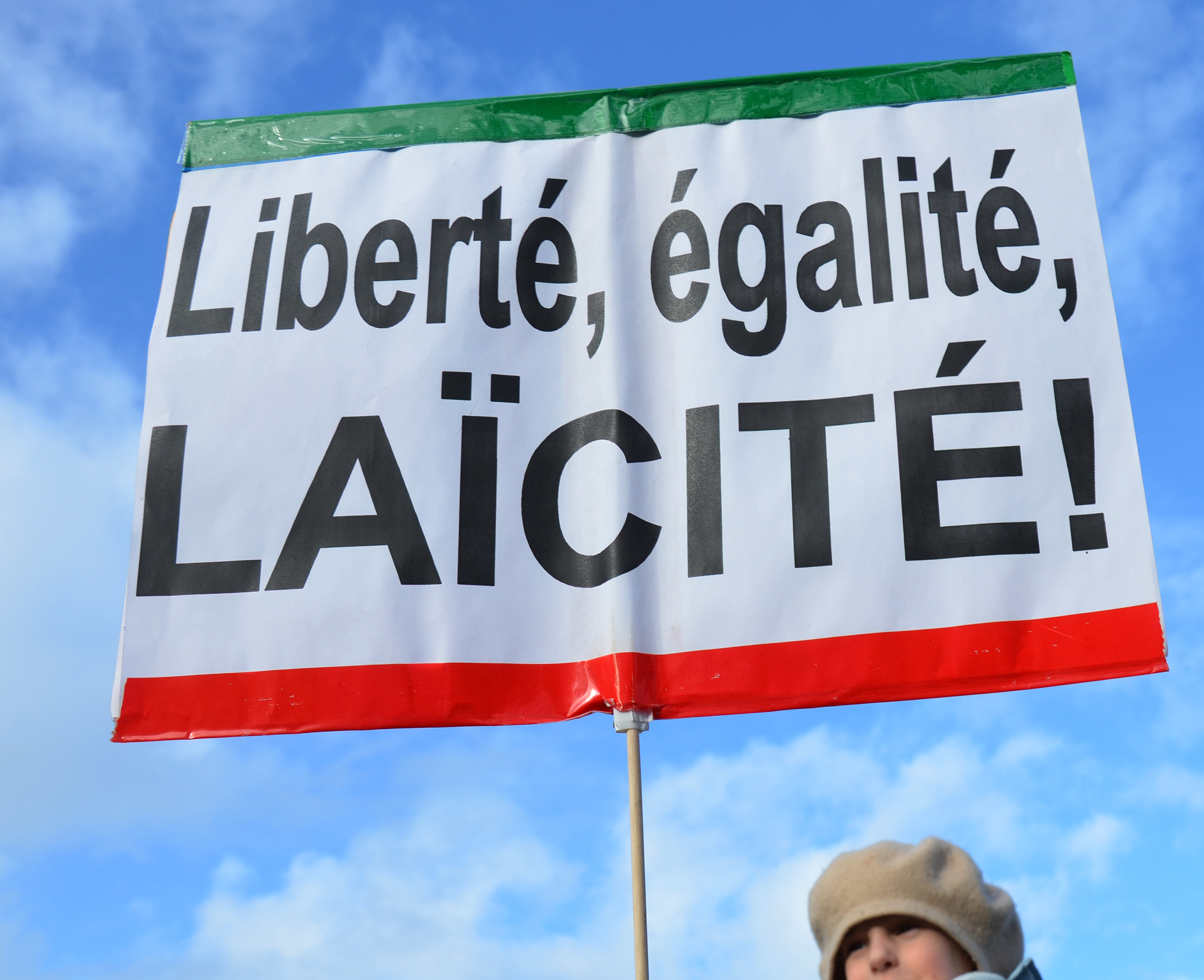
La République française est laïque. Photographie d'une pancarte militant pour l'application de la laïcité brandie lors d'une manifestation relative au mariage (Paris, 2013).

La première et plus importante traduction concrète de ce principe en France concerne l’état civil, auparavant tenu par le curé de la paroisse qui enregistrait la naissance, le baptême, le mariage et la sépulture des personnes. Depuis 1792, il est tenu par l’officier d’état civil dans la commune (le maire) et tous les actes doivent être enregistrés devant lui.
Les sacrements religieux (mariage et baptême notamment) n’ont plus de valeur légale et n’ont qu’un caractère optionnel.
Le mariage religieux ne pourra être effectué que postérieurement à un mariage civil. Le ministre du culte qui ne respecte pas cette règle est répréhensible pénalement à partir de la seconde fois où il le fait (infraction d'habitude, art 433-21 du Code pénal),,. Cette règle pratique constitue une exception au principe de neutralité par rapport aux sacrements puisqu'elle soumet le droit au mariage religieux à l'accomplissement préalable d'un acte d'état civil. Elle s'explique en France par une raison historique : à l'époque de l'instauration du mariage civil, le législateur craignait qu'une grande partie des couples contractent des mariages uniquement religieux et se retrouvent, sur le plan civil, en situation de concubinage, ce qui était considéré comme immoral.[réf. nécessaire]
Bien qu'il existe un baptême civil, celui-ci n'ayant pas de valeur légale, il ne s'impose pas avant le baptême religieux.
Il existe en outre des propositions pour que le fait religieux, un enseignement descriptif des caractéristiques des religions (dogmes, structures, histoire, etc.) soit inscrit aux programmes. Les rapports Debray (2002), Stasi (2003) et de récents avis de l'Observatoire de la laïcité (2014 et 2015) conseillent d'aborder les faits religieux comme des faits sociologiques. Dans le sens de ces derniers avis, le ministère de l’Éducation nationale a annoncé le renforcement de l'enseignement laïc de façon transdisciplinaire des faits religieux.
Dans son discours aux Bernardins du 9 avril 2018, Emmanuel Macron propose une version décomplexée de la laïcité à l'égard des catholiques : « C’est parce que j’entends faire droit à ces interrogations que je suis ici ce soir. Et pour vous demander solennellement de ne pas vous sentir aux marches de la République, mais de retrouver le goût et le sel du rôle que vous y avez toujours joué. Je sais que l’on a débattu comme du sexe des anges des racines chrétiennes de l’Europe. Et que cette dénomination a été écartée par les parlementaires européens. Mais après tout, l’évidence historique se passe parfois de symboles. Et surtout, ce ne sont pas les racines qui nous importent, car elles peuvent aussi bien être mortes. Ce qui importe, c’est la sève. Et je suis convaincu que la sève catholique doit contribuer encore et toujours à faire vivre notre nation ».

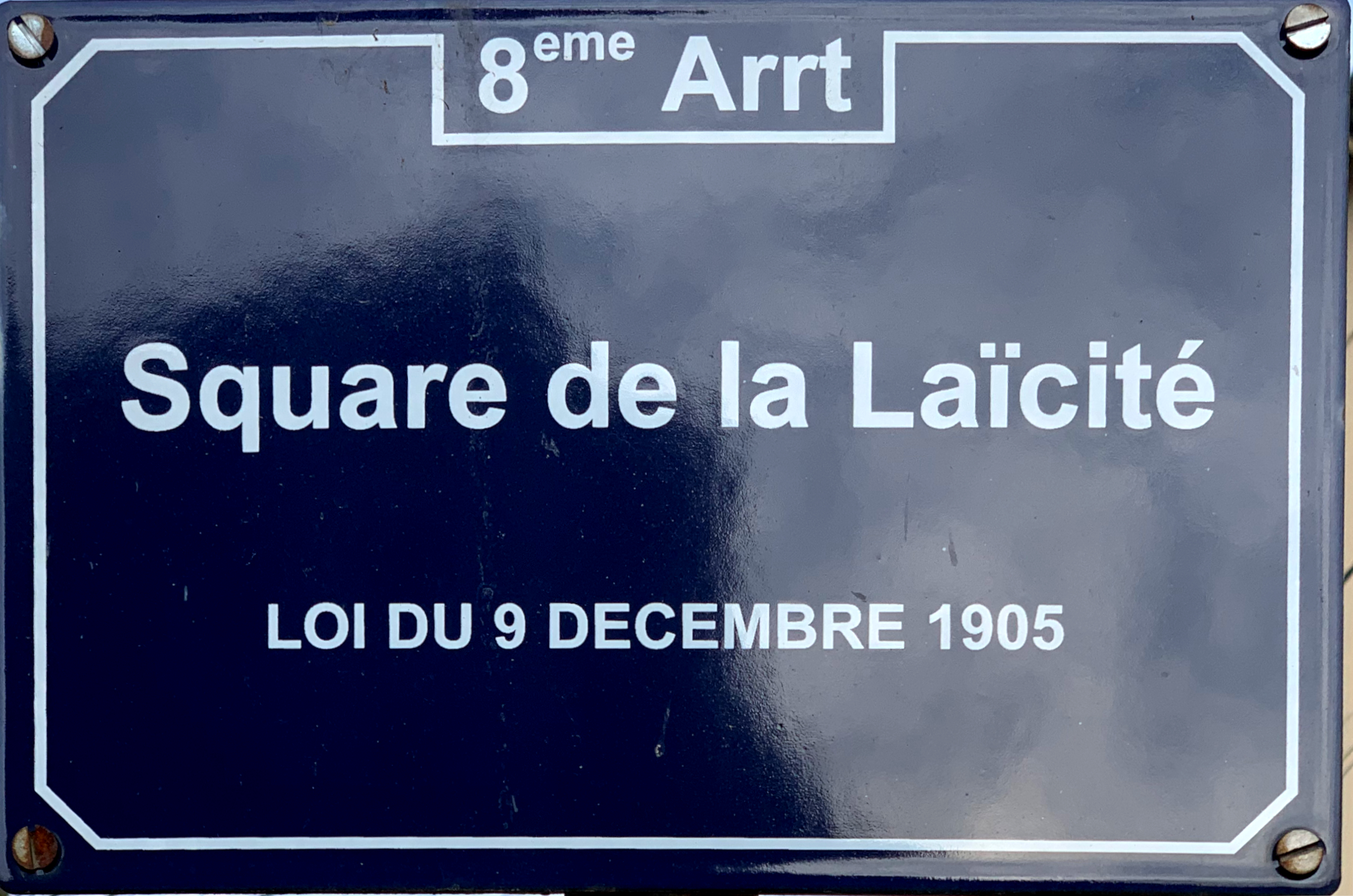
Lyon VIIIe
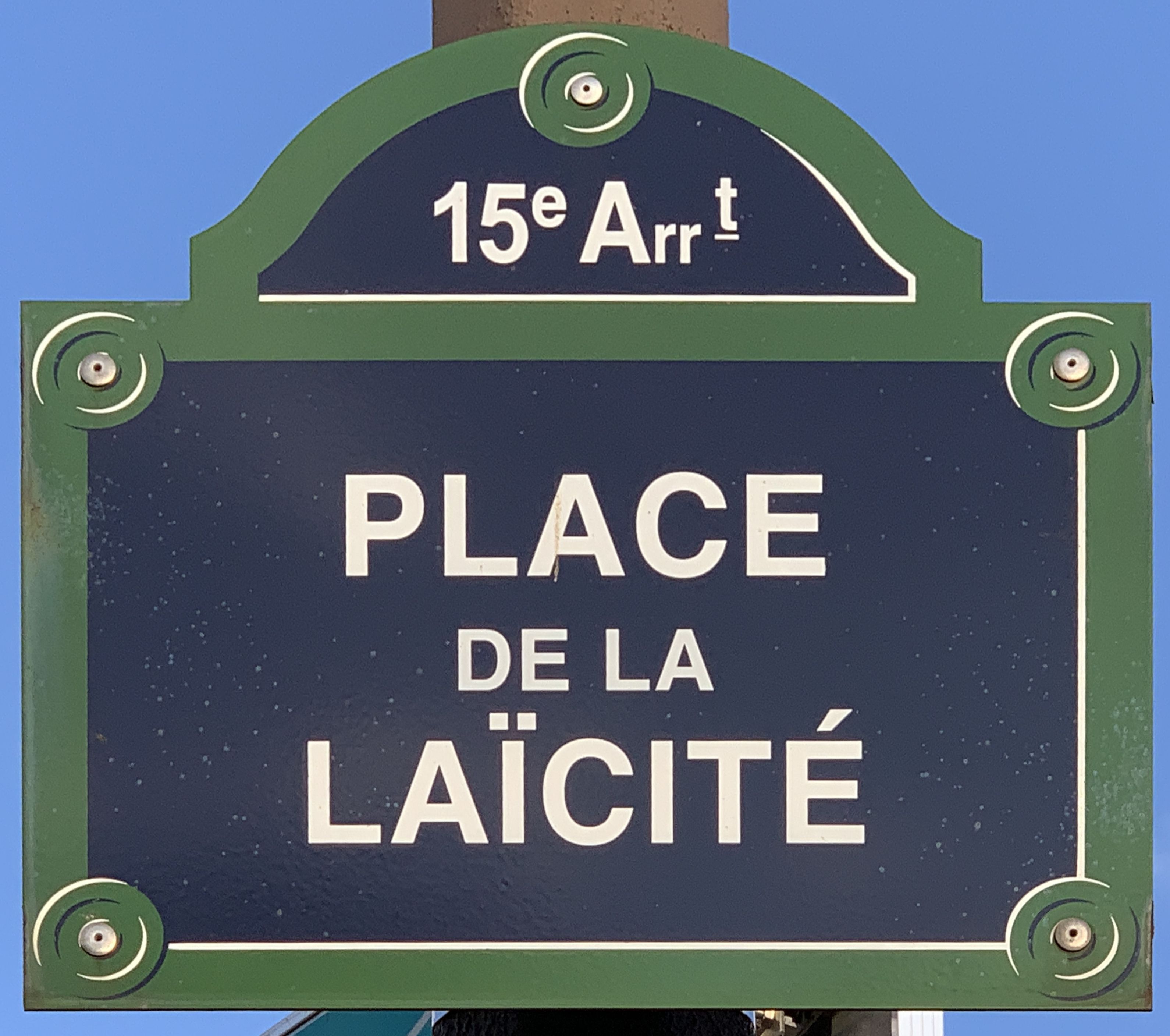
Paris XVe
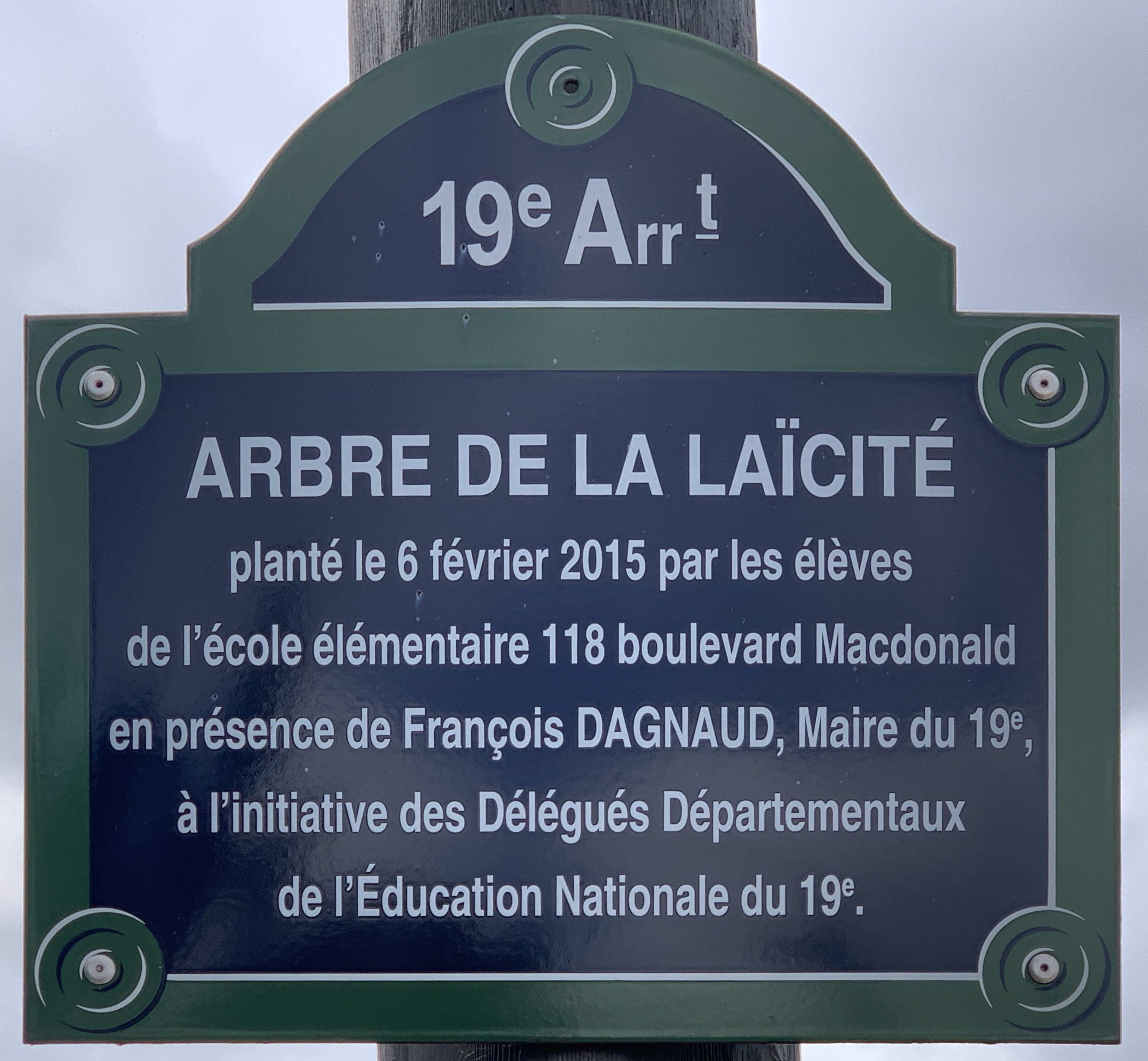
Paris XIXe

#### Territoires français à statut particulier

##### Alsace et Moselle
Pour des raisons historiques, il existe certaines exceptions locales : l'acte de naissance pratique du principe de laïcité est la loi de 1905 qui ne s’appliquait alors pas outre-mer, ni dans les trois départements d'Alsace-Moselle, alors annexés par l'Empire allemand à la suite de la défaite française lors de la guerre contre la Prusse en 1870.
Après la victoire des Alliés à l'issue de la Première Guerre mondiale, lors du rattachement de l'Alsace-Moselle au territoire national français, s'est posé la question de l'extension du corpus juridique français à ces régions, qui en avaient été séparées pendant plus de quarante ans. À la suite de la demande unanime des députés locaux[réf. nécessaire], subsistent diverses dispositions relevant du droit local : un statut scolaire particulier où l’enseignement religieux est obligatoire (on peut cependant demander une dispense), un statut différent pour les associations et le maintien du Concordat.
Le 6 janvier 2015, veille de l'attentat contre Charlie Hebdo, les représentants des cultes catholique, protestants, juif et musulman d'Alsace-Moselle avaient proposé lors d'une audition commune à Paris devant l’Observatoire de la laïcité d'abroger la législation locale relative au blasphème. Dans son avis du 12 mai 2015, l'Observatoire de la laïcité a également proposé plusieurs évolutions concernant notamment l'enseignement religieux pour le rendre véritablement optionnel et le sortir du tronc commun de l'enseignement primaire. Le délit de blasphème prévu par l'article 166 du code pénal local applicable dans les départements du Bas-Rhin, du Haut-Rhin et de la Moselle sera finalement abrogé par l'article 172 de la loi n°2017-86 du 27 janvier 2017 relative à l'égalité et à la citoyenneté.
Dans ces trois départements improprement appelés « concordataires » (le Concordat ne s’applique en principe qu’aux citoyens de confession catholique, les articles organiques régissant les autres cultes), les ministres des cultes sont rémunérés par l’État et réputés personnels de la fonction publique et l’école publique dispense des cours d’instruction religieuse (catholique, luthérienne, réformée ou israélite). Les cultes reconnus sont très encadrés (nomination des évêques par le ministre de l'Intérieur…) ; les actes d'état civil continuent d’être du domaine de l’État. L’islam n'y est pas un culte reconnu (il y avait peu de musulmans en France en 1801), mais certaines règles lui sont appliquées (subventions publiques pour la construction de la Grande mosquée de Strasbourg).

##### Outre-mer
À Mayotte, le droit des cultes est régi par le décret Mandel du 16 janvier 1939, le statut de Département d'outre-mer (DOM) ne modifiant pas ce statut. Le vicaire apostolique est nommé par le Vatican, sans notification préalable au gouvernement français. Le supérieur ecclésiastique de Mayotte doit être de nationalité française, en application de l'échange de notes verbales entre la France et le Saint-Siège d'avril à juin 1951. En application du décret Mandel, le préfet agrée la création des conseils d’administration des missions religieuses, comme la mission catholique (environ 4 000 catholiques sur 200 000 habitants) créée en 1995. Les ministres du culte, autres que musulman, sont rémunérés par les missions religieuses. Après le référendum sur la départementalisation de Mayotte du 29 mars 2009, la « collectivité départementale de Mayotte » devient le 31 mars 2011 département d'outre-mer. La loi de 1905 ne s'y applique toujours pas après 2011. La religion musulmane peut continuer à constituer la base du statut des personnes en disposant avant 2010. Désormais les Mahorais ont le choix entre les deux statuts (local ou de droit commun) et les cadis, qui n'ont plus officiellement de rôle judiciaire, gardent néanmoins un rôle social important. Les citoyens mahorais musulmans se voient ainsi reconnaître en 2001 un statut personnel de droit civil qui entraîne une dualité de juridiction et d'état civil. Le « statut personnel » est un droit coutumier qui se réfère au Minhadj Al Talibin (Livre des croyants zélés), recueil d'aphorismes et de préceptes ayant pour base la charia, écrit au XIIIe siècle par le juriste damascène Al-Nawawi (1233-1277), ainsi qu'à des éléments de coutume africaine et malgache. La délibération no 64-12 bis du 3 juin 1964 de la Chambre des députés des Comores relative à la réorganisation de la procédure en matière de justice musulmane a érigé les traditions orales de Mayotte en source à part entière du statut personnel de droit local, mais circonscrit aux matières suivantes : état civil, mariages, garde d'enfants, entretien de la famille, filiation, répudiations, successions. Au nom de l'ordre public, les dispositions pénales du Minhadj (lapidation de la femme adultère…) n'étaient pas appliquées. À cette dualité de statut correspond une dualité des règles en matière d'état des personnes et des biens, ainsi qu'une justice particulière aux citoyens de statut personnel, rendue par les cadis. Maintenue par l'article 1 du traité du 26 avril 1841, la justice cadiale est confirmée par le décret du 1er juin 1939 relatif à « l'organisation de la justice indigène dans l'archipel des Comores » et la délibération du 3 juin 1964 de l'assemblée territoriale ainsi par l'ordonnance no 81-295 du 1er avril 1981. les cadis et le grand cadi sont fonctionnaires de la collectivité territoriale de Mayotte. L'ordonnance du 3 juin 2010 rapproche Mayotte du droit commun puisqu'elle précise que statut de droit local ne saurait « contrarier ou limiter les droits et libertés attachés à la qualité de citoyen français ». Elle décrit la procédure de renonciation au statut de droit local, qui est irrévocable, et prévoit que le droit commun s'applique dans les rapports entre personnes, sauf entre personnes relevant du droit local et dans une matière en relevant. De plus, l'ordonnance proscrit la répudiation et toute nouvelle union polygame (déjà interdite depuis le 1er janvier 2005), relève à 18 ans l'âge de mariage des femmes et un terme à l'inégalité entre les hommes et les femmes en matière de mariage et de divorce et renforce l'égalité en matière de droit du travail (droit de travailler et de disposer de son salaire et de ses biens). Les cadis, désormais agents du conseil général de Mayotte, ont vocation à être recentrés sur des fonctions de médiation sociale. Enfin, la loi du 7 décembre 2010 parachève l'évolution du rôle des cadis en supprimant leurs fonctions de tuteurs légaux ou le rôle qu'ils pouvaient assumer sur le plan notarial.
En Guyane, l'ordonnance de Charles X du 27 août 1827 est toujours en vigueur, et ne reconnaît que le culte catholique, celui-ci bénéficiant d’un financement public.
À Saint-Pierre-et-Miquelon, en Nouvelle-Calédonie et en Polynésie subsiste un système dérivé des décrets Mandel de 1939, qui autorise les missions religieuses à constituer des conseils d’administration afin de donner une situation juridique à la gestion des biens utiles à l’exercice des cultes.
À Wallis-et-Futuna, l’article 3 de la loi du 29 juillet 1961 confère une autonomie sur la législation relative aux cultes disposant que les « populations du territoire des îles Wallis et Futuna le libre exercice de leur religion, ainsi que le respect de leurs croyances et de leurs coutumes en tant qu'elles ne sont pas contraires aux principes généraux du droit »,.

### Gabon
L'article 2 de la Constitution de 1991 précise que "Le Gabon est une République indivisible, laïque, démocratique et sociale."

### Gambie
La Constitution (3.2.b) interdit à l'Assemblée nationale d'établir une religion (d'État) : "The National Assembly shall not pass a Bill (…) to establish any religion as a state religion".

### Guinée
L'article premier de la Constitution du 7 mai 2010 de la république de Guinée précise que "La Guinée est une République unitaire, indivisible, laïque, démocratique et sociale."

### Inde
En 1947, l'Empire britannique des Indes est divisé en deux pays : le Dominion du Pakistan à majorité musulmane et l'Union indienne à majorité hindoue. Cette partition fait suite aux tensions entre les deux communautés et à la théorie des deux nations, prônée notamment par Jinnah et la Ligue musulmane selon laquelle l'Inde serait composée de deux nations fondées sur leurs religions. Cette théorie n'était pas partagée par le Congrès national indien et Nehru : alors que le Pakistan devient un pays officiellement islamique, l'Inde, qui continue d'abriter un tiers des musulmans de l'ancien Empire des Indes, opte pour la laïcité.
En 1950, la laïcité est inscrite dans plusieurs articles de la Constitution du pays : l'article 15 interdit les discriminations sur la base de la religion, la race, la caste, le sexe ou le lieu de naissance, l'article 25 consacre la liberté de conscience et la pratique et propagation libre de la religion, l'article 26 protège la liberté des religions de régler leurs propres affaires. En 1976, ces dispositions ont été complétées par l'introduction du mot SECULAR devant DEMOCRATIC REPUBLIC dans le préambule de la Constitution.
En outre, constitutionnellement, il est interdit aux établissements d'enseignement publics de dispenser des instructions religieuses et l'article 27 de la constitution interdit d'utiliser l'argent des contribuables pour la promotion de toute religion. Officiellement , laïcité a toujours inspiré l'Inde moderne. Cependant, la laïcité de l'Inde ne sépare pas complètement la religion et l'État. La Constitution indienne a permis une ingérence étendue de l'État dans les affaires religieuses telles que l'abolition constitutionnelle de l'intouchabilité, l'ouverture de tous les temples hindous aux personnes de « caste inférieure », etc. Le degré de séparation entre l'État et la religion a varié avec plusieurs ordonnances judiciaires et exécutives en place depuis la naissance de la République.
En matière de droit dans l'Inde moderne, les lois personnelles - sur des questions telles que le mariage, le divorce, l'héritage, la pension alimentaire - varient si vous êtes musulman ou non (les musulmans ont la possibilité de se marier en vertu de la loi laïque s'ils le souhaitent),. La Constitution indienne autorise un soutien financier partiel aux écoles religieuses, ainsi que le financement d'édifices et d'infrastructures religieux par l'État. Le Conseil central du Wakf et de nombreux Les temple hindous de grande importance religieuse sont administrés et gérés (grâce à un financement) par le gouvernement fédéral et les gouvernements des États conformément à la loi de 1991 sur les lieux de culte (dispositions spéciales) et à la Monuments anciens et Archaeological Sites and Remains Act, qui rend obligatoire l'entretien par l'État des édifices religieux qui ont été créés avant le 15 août 1947 (date de l'indépendance de l'Inde),,. Par ailleurs, une partie importante de la classe politique, notamment le Bharatiya Janata Party, adhère au concept d'hindutva qui considère l'Inde comme la patrie des hindous, en opposition aux influences « extérieures » - notamment l'islam et le christianisme - et prône un État hindou. Ce courant, classé à droite, s'oppose au Congrès, partisan de la laïcité.

### Indonésie
L'Indonésie n'est pas un État laïc au sens français du terme, mais sa constitution reconnaît la liberté de culte.
Le préambule de la constitution indonésienne, promulguée en 1945, énonce cinq principes, désignés par l’expression sanskrite Pancasila, qui fondent l'État indonésien. Le premier de ces principes est celui de Ketuhanan Yang Maha Esa, « principe d’un Dieu suprême et unique ». L'article 29 confirme que l'État est fondé sur ce principe. Il dispose en outre que « l'État garantit la liberté de chaque habitant d'adhérer à sa religion et d'observer le culte selon cette religion et cette croyance ».
L’État indonésien reconnaît officiellement six religions : le bouddhisme, le catholicisme, le confucianisme, l'hindouisme, l'islam et le protestantisme. Le 7 novembre 2017, la Cour constitutionnelle indonésienne a accepté d'examiner la loi de 2013 qui demande aux adeptes de croyances indigènes de laisser en blanc la mention de leur religion sur la carte d'identité. La cour considère en effet que « l'article 61 [2] et l'article 64 [5] de la Loi d'administration civile contredit la Constitution de 1945 et que ces articles ne sont pas juridiquement contraignants ». Cette décision est vue comme ouvrant la voie à la reconnaissance par le gouvernement des croyances indigènes. Selon le ministère de la Culture et de l'Éducation, il y aurait quelque 1 200 groupes adhérant à des croyances indigènes, rassemblant une douzaine de millions d'adeptes.

### Irlande
En Irlande, la constitution est proclamée au nom de la Sainte-Trinité et la tradition catholique joue un rôle prépondérant dans la vie publique, même si l'Église et l'État sont théoriquement séparés. La Constitution de l'Irlande, particulièrement dans la forme adoptée en 1937, est un document globalement laïc, car il garantit la liberté religieuse et interdit l'établissement d'une Église officielle.

### Israël
À très peu d'exceptions près, telles les lois relatives au mariage et au divorce, Israël est un État séculier. La tradition légale est plutôt l’English Common Law, que les règles talmudiques juives.
Cependant, la minorité ultra-orthodoxe (Haredi) en Israël étant un élément incontournable dans presque chaque gouvernement de coalition, essaie d'augmenter son influence religieuse sur l'État.
Israël accorde des financements étatiques pour les écoles religieuses. Il existe aussi des règles spécifiques, telles que l'exemption de service dans les forces israéliennes de la défense.
Israël offre (loi du retour de 1950 confirmée en 2006) la citoyenneté à tout Juif (ainsi qu'aux enfants et petits-enfants d’un Juif, à son conjoint et au conjoint d’un enfant ou d’un petit-enfant d’un Juif — à l’exception d’une personne qui était juive et a, de sa propre volonté, changé de religion) souhaitant devenir un citoyen d'Israël. Israël se définit toutefois comme l'État du peuple juif, et non par référence à la religion. L'appartenance à la religion juive n'est pas une condition de la citoyenneté israélienne.

### Italie
Le pays est sous régime concordataire depuis les accords du Latran (1929), qui disposaient que le catholicisme était religion d’État en Italie, et ont été incorporés dans la constitution actuelle, de 1948, qui affirme dans son article 7 l’indépendance et la souveraineté de l’État et de l’Église catholique, « chacun dans son ordre propre ». À la suite de problèmes juridiques posés par la contradiction entre les accords du Latran et la constitution de 1948, en particulier en matière matrimoniale, un nouveau Concordat fut négocié en 1984. Si celui-ci abandonne le statut de religion d’État de l’Église catholique, il affirme toutefois que « les principes du catholicisme font partie du patrimoine historique du peuple italien » et maintient l’enseignement facultatif des religions et plus particulièrement de la religion catholique dans les écoles en Italie[réf. souhaitée].

### Japon
Historiquement, le Japon a une longue tradition de la mixité des pratiques religieuses, entre le shintoïsme et le bouddhisme depuis l'introduction du Bouddhisme au VIIe siècle. Bien que l'empereur du Japon soit censé être le descendant direct d'Amaterasu, la déesse du soleil des shintoïstes, toute la famille impériale et presque tous les Japonais étaient bouddhistes tout en pratiquant également les rites religieux shintoïstes. D'ailleurs, dans toute l'histoire japonaise, les groupes religieux ne sont jamais réellement parvenus à exercer une véritable influence politique, comme cela a pu être le cas en Europe, et quand ils ont essayé, ils ont été violemment supprimés.
Après la restauration sous l'ère Meiji, le Japon a essayé de transformer l'État sur le modèle de la monarchie constitutionnelle européenne moderne. Le bouddhisme et le shintoïsme ont été officiellement séparés et le shintoïsme est devenu une religion d'État à l'image de la position du christianisme dans la monarchie européenne. La constitution a spécifiquement prévu que l'empereur est « saint et inviolable » (Tennou ha shinsei nishite okasu bekarazu). Pendant la période de l'empereur Showa, le statut de l'empereur est toujours celui d'un dieu vivant (Arahito Kami). Ceci a pris fin après la Seconde Guerre mondiale, quand la constitution actuelle a été rédigée (voir Ningen-sengen).
L'article 20 de la constitution du Japon, rédigé en 1946 pendant l'occupation américaine et qui est toujours en vigueur, prévoit une séparation des organismes religieux et de l'État, tout en assurant la liberté religieuse : « Aucune organisation religieuse ne recevra le moindre privilège de l'État, et n'exercera aucune autorité politique. Aucune personne ne pourra être contrainte à participer à une célébration, un rite ou une pratique religieuse. L'État et ses organes s'abstiendront de dispenser toute éducation religieuse ou tout autre activité religieuse ». Cependant, comme la CDU en Allemagne, le Japon a un parti politique d'influence religieuse, le Nouveau Kōmeitō proche du Sōka Gakkai.

### Kazakhstan
L'article premier de la Constitution précise que le Kazakhstan est laïque ("The Republic of Kazakhstan proclaims itself a democratic, secular, legal and social state").

### Kirghizistan
L'article premier de la Constitution de 2010 précise que le Kirghizistan est laïque (The Kyrgyz Republic (Kyrgyzstan) is a sovereign, democratic, secular, unitary and social state governed by the rule of law).

### Kenya
L'article 8 de la Constitution de 2010 rappelle qu'il ne doit pas y avoir de religion d'État (There shall be no State religion).

### Madagascar
Le premier article de la constitution de 2010 affirme que "le peuple malagasy constitue une Nation organisée en État souverain, unitaire, républicain et laïc".

### Mali
Le préambule de la Constitution du 25 février 1992 affirme que "le peuple souverain du Mali (…) s'engage solennellement à défendre la forme républicaine et la laïcité de l'État".

### Mexique
En 1833, le président Valentín Gómez Farías voulut restreindre les droits des communautés religieuses – spécialement de l'Église catholique romaine. À sa suite, le président Benito Juárez mit en œuvre une série de dispositions appelées Leyes de Reforma (1859-1863) comme arrière-fond de la dite Guerra de Reforma. Ces lois établirent la « séparation de l'Église et de l'État », autorisèrent le mariage civil et établirent les registres civils, et confisquèrent les biens de l'Église. D’après l'article 40 de la constitution actuelle : 

« Il est la volonté du peuple mexicain constituer une république représentative, démocratique, laïque, fédéraliste… »

### Moldavie
La grande majorité (94 %) des habitants de la Moldavie sont de tradition orthodoxe, mais la pratique se limite pour beaucoup aux baptêmes, mariages, enterrements, et aux grandes fêtes comme Pâques et Noël. L'orthodoxie a été religion d'État durant des siècles, successivement dans la principauté de Moldavie (patriarcat œcuménique de Constantinople), l'Empire russe (patriarcat de Moscou) et le Royaume de Roumanie (patriarcat de Bucarest). Sous le régime communiste soviétique, l'église orthodoxe était étroitement surveillée mais ses prêtres étaient payés par l'État ; en revanche, les religions minoritaires étaient persécutées, notamment celles qui se positionnaient en objecteurs de conscience comme les Adventistes, les Orthodoxes vieux-croyants (Lipovènes, Moloques, Khlysts…) et les Témoins de Jéhovah. Ce qui n'empêcha pas le régime d'emprisonner aussi des libres-penseurs sous l'accusation d'« immoralité » et de « trotskisme ».
Après la dislocation de l'URSS en 1991, la nouvelle constitution de la Moldavie indépendante confirme le sécularisme et la neutralité de l'État, mais maintient la rémunération des prêtres orthodoxes ; deux structures religieuses, l'église roumaine de Moldavie et l'église russe de Moldavie se disputent âprement cette manne jusqu'en 2002, lorsqu'une décision de la Cour Européenne des Droits de l'Homme oblige les deux obédiences à coexister… et à se partager les cours de religion dans les écoles publiques (cours dont les autres confessions sont exclues).

### Niger
L'article 3 de la Constitution de 2010 rappelle le principe fondamental de "la séparation de l'État et de la religion "

### Nigeria
L'article 10 de la Constitution de 1999 rappelle que le gouvernement ne saurait adopter de religion d'État : " The Government of the Federation or of a State shall not adopt any religion as State Religion". Cependant, certains États dans le Nord du pays utilisent la charia comme corpus légal (à des degrés divers).

### Norvège
Le 21 mai 2012, le parlement norvégien fait passer un amendement constitutionnel qui donne l'Église de Norvège plus d'autonomie, et affirme que « l'Église de Norvège, une église luthérienne-évangélique, reste l'église du peuple norvégien, et est supportée par l'État telle quelle », remplaçant l'expression antérieure que disait que « la religion luthérienne-évangélique est la religion publique de l'État ». Cette situation a créé une séparation partielle de la religion et de l'État ; l'Église de Norvège devient indépendante, mais maintient son financement par l'État. Aussi, par la constitution, le monarque norvégien doit être un membre de l'Église.

### Ouganda
L'article 7 de la constitution rappelle qu'il n'y a pas de religion d'État ("Uganda shall not adopt a State religion").

### Pays-Bas
L’Église réformée a perdu le statut de religion d’État en 1983. Les Pays-Bas reconnaissent un principe différent de celui du sécularisme mais équivalent au niveau politique, celui de la pilarisation.

### Philippines
Les Philippines ont un fort lien politico-religieux. La plupart des partis politiques philippins défendent un point de vue religieux (musulman, chrétien, ou les deux). L'Église catholique y a une influence très forte, à laquelle s'opposent parfois violemment les musulmans des provinces du Sud.

### Portugal
L’article 41, paragraphe 4 de la constitution de 1976, établit que l’État est laïc. Toutefois, il s’agit là d’une laïcité seulement théorique, car le concordat de 1940 avec le Saint-Siège est resté en vigueur, de même que la loi no 4 du 21 août 1971, souvent qualifiée de loi relative à la liberté religieuse, qui affirme également le statut spécial de l’Église catholique romaine. Cette spécificité a été encore confirmée en 2004, lorsque le Portugal a signé avec le Saint-Siège un nouveau concordat, permettant d’actualiser l’ancien dont certaines dispositions, en particulier relatives aux activités missionnaires dans les anciennes colonies portugaises, étaient obsolètes. Le nouveau concordat reconnaît certes la liberté religieuse, mais « garantit le caractère exceptionnel des relations entre le Portugal et l’Église catholique sans que rien entre en contradiction avec l’ordre juridique portugais ».

### Roumanie
Plus des trois quarts (78 %) des habitants de la Roumanie sont orthodoxes (la plupart étant des fidèles de l'Église orthodoxe roumaine, autocéphale), la pratique étant plus culturelle et identitaire que mystique (presque toutes les familles ont recours aux services, forts coûteux, des prêtres aux baptêmes, mariages, enterrements, et participent aux grandes messes de Pâques et Noël, mais moins de 10 % vont régulièrement aux offices). Pour les principautés danubiennes, l'orthodoxie était religion d'État, de sorte que seuls des orthodoxes pouvaient en être citoyens : les musulmans, avdétis, romaniotes et sépharades étaient sujets et protégés de l’Empire ottoman, suzerain des hospodars moldaves et valaques ; les catholiques, protestants et ashkénazes étaient sujets et protégés de l’Empire des Habsbourg ou des États d’Europe centrale et occidentale dont ils étaient originaires. Certaines fonctions, droits et devoirs, comme servir l’État, accomplir le service militaire, acquérir des terres et ouvrir des entreprises, étaient réservées aux citoyens orthodoxes. Cette situation, qui retarda la naturalisation des minorités non-orthodoxes jusqu'au début du XXe siècle, était un héritage de l'histoire roumaine : tributaires d’une puissante théocratie musulmane, Empire ottoman, les deux principautés orthodoxes devaient à la fois sauvegarder leur autonomie interne et néanmoins se situer dans le Dar el Ahd (« maison du pacte », en arabe : دار العهد), qui les préservait de l'annexion turque. D'où la très grande influence de l'Église orthodoxe, facteur identitaire et religion d'État enseignée dans les écoles publiques jusqu'en 1947 : à titre d'exemple, la carrière du métropolite Miron Cristea, élu primat de Roumanie en 1919, initié franc-maçon en 1922, sacré Patriarche de l'Église orthodoxe roumaine le 1er novembre 1925, élu sénateur en 1926, et enfin devenu Régent de 1927 à 1938, c'est-à-dire chef de l'État en pratique, le roi Charles II devant renoncer au trône et s'exiler en raison des trop nombreux scandales financiers et de mœurs où il était impliqué.
Sous la dictature communiste, officiellement séculière et athée, l'église orthodoxe dut se faire plus discrète mais ne perdit pas son influence ; ses prêtres étaient payés par l'État et devaient informer la police politique communiste de la vie de leurs paroisses (un dicton populaire disait « -Si tu veux dénoncer quelqu'un sans te dévoiler comme délateur, va te confesser à l'église ») ; les communistes eux-mêmes faisaient baptiser leurs enfants, se mariaient à l'église et administrer l'extrême-onction. Elle profita des confiscations du régime aux dépens d'autres églises (le décret no 358 du 1er décembre 1948 mit hors la loi l’Église grecque-catholique roumaine dont les biens furent attribués à l'Église orthodoxe) car les religions minoritaires étaient persécutées, soit parce qu'elles avaient des attaches dans les pays « impérialistes » (cas des obédiences catholiques et protestantes), soit parce qu'elles se positionnaient en objecteurs de conscience comme les Lipovènes, les Adventistes et les Témoins de Jéhovah. Toutefois, sous la présidence de Nicolae Ceaușescu, de nombreuses églises sont démolies ou déplacées dans le cadre de la politique de « systématisation du territoire », le Patriarcat de Roumanie n'en restant pas moins un pilier du régime, au point qu'un autre dicton satirique de l'époque rapportait ce dialogue fictif entre le patriarche Iustinian Marina et Ceaușescu : « - Hier, dit le premier, Dieu m'est apparu et m'a dit qu'aucune Église n'est plus humble et plus obéissante que la nôtre. - Tu as du trop boire et rêver, répond le second, car hier j'étais en province ».
Après la « Libération » de 1989, la nouvelle constitution de la Roumanie confirme le caractère laïc de l'État, mais maintient la rémunération des clergés (étendue à tous les cultes officiellement enregistrés). Forte en 2011 de 14 513 clercs plus environ 8 000 moines et religieuses, créatrice de plus de 20 000 emplois, disposant de sa propre chaîne de télévision Ortodox TV et de plusieurs maisons d'édition, important propriétaire immobilier (qui n'a jamais restitué les biens confisqués à l’Église grecque-catholique), l'Église roumaine est la seconde église orthodoxe au monde (derrière celle du Patriarcat de Moscou), par le nombre de ses fidèles et sa puissance médiatique, politique, économique et financière ; elle dispose en outre de 90 % du temps d'enseignement des religions dans le cursus des écoles publiques, et de plusieurs facultés de théologie.

### Russie
En Russie, entre la fondation de la Rus' de Kiev et l'arrivée au pouvoir des bolcheviks, les liens étaient très étroits entre la religion reconnue officiellement, l'Église orthodoxe russe et le gouvernement. Ces liens devinrent encore plus resserrés sous le tsar Pierre le Grand ; en 1721, le patriarche de Moscou était purement et simplement remplacé par un Saint-Synode, lui-même présidé par un délégué du tsar. Dès lors et jusqu'en 1917, l'Église orthodoxe russe était explicitement une section de l'État russe.
Les 9 octobre et 10 novembre 1990, le parlement russe a voté deux lois sur la liberté de conscience qui retirent à l'Église russe orthodoxe son statut d'Église d'État de Russie (ce que l'Union soviétique n'avait jamais fait explicitement). En 1997, cependant, le même parlement vote une loi restreignant les activités des organisations religieuses en Russie. Une liberté complète est garantie à toute organisation religieuse reconnue par le gouvernement soviétique avant 1985 : Église orthodoxe, judaïsme, islam et bouddhisme.

### République Centrafricaine
L'article 18 de la Constitution précise que "la République Centrafricaine est un Etat de droit, souverain, indivisible, laïc et démocratique."

### République démocratique du Congo
L'article premier de la Constitution affirme que "La république démocratique du Congo est, dans ses frontières du 30 juin 1960, un État de droit, indépendant, souverain, uni et indivisible, social, démocratique et laïc."

### République du Congo
L'article premier de la Constitution de 2015 affirme que "La République du Congo est un État de droit, souverain, unitaire et indivisible, décentralisé, laïc et démocratique."

### Sénégal
L'article premier de la Constitution stipule que "La République du Sénégal est laïque, démocratique et sociale." La république du Sénégal est devenue laïque dès les premières constitutions, de 1960 et 1963.

### Suède
L'Église luthérienne et l'État se sont partiellement séparés en 1999. L'Église de Suède continue à avoir un statut spécial. Il est maintenant possible de déclarer une nouvelle religion mais elle n'aura pas le même statut spécial et la possibilité de rendre officiel administrativement des services comme les mariages et les enterrements. Cependant, des efforts ont été effectués pour rénover les anciens statuts de l'Église de Suède. Les mariages peuvent être effectués par quiconque en ayant reçu l'autorisation. Aussi, par la constitution, les deux du monarque de la Suède et de sa famille doivent être membres de l'Église.

### Suisse

#### Au niveau fédéral
Le préambule de la Constitution fédérale de la Confédération suisse de 1999 commence par une invocation de la puissance divine : « Au nom de Dieu tout-puissant ! ». Cependant, les articles 8 « Égalité » et 15 « Liberté de conscience et de croyance » laissent une grande liberté individuelle aux citoyens, au sujet de leurs croyances et mode de vie (« Nul ne peut être contraint d'adhérer à une communauté religieuse ou d'y appartenir, d'accomplir un acte religieux ou de suivre un enseignement religieux »).
La séparation de l'Église et de l'État existe au niveau fédéral depuis 1848 mais l'article 72 de la constitution suisse précise que « La réglementation des rapports entre l'Église et l'État est du ressort des cantons ».
L'hymne national, daté de 1841, comporte de nombreuses mentions de Dieu (« […] notre cœur pressent encore le Dieu fort »). L'hymne national est toutefois remis en question, car la Société suisse d'utilité publique (SSUP) a lancé le 1er janvier 2014, un concours pour remplacer le Cantique suisse. Au départ, 208 contributions ont été évaluées par un jury qui en a retenu six. Un premier tour de vote a permis une sélection de trois finalistes par le public. Un second tour de vote choisira le projet vainqueur qui sera soumis en 2015 au Conseil fédéral. Deux des six projets proposés au public, et finalement un des trois projets finalistes font encore explicitement référence à Dieu (« Dieu, éclaire-nous sur les chemins où déjà s'écrivent nos destins. » et « […] ce pays, protégé par la main de Dieu. »).

#### Au niveau cantonal
Les cantons sont chargés de réglementer les rapports entre les Églises et l'État. Les situations cantonales sont diverses, certains cantons reconnaissant la prééminence de certaines églises (catholicisme, protestantisme, vieux-catholiques ou judaïsme), d’autres respectant le principe de séparation entre les églises et l'État,.
La constitution du canton de Genève précise dans son article 3, intitulé « Laïcité », que « L'État est laïc. Il observe une neutralité religieuse. Il ne salarie ni ne subventionne aucune activité cultuelle ». La constitution du canton de Neuchâtel précise dans son article 1 que « Le canton de Neuchâtel est une république démocratique, laïque, sociale et garante des droits fondamentaux » (mais l'article 98 ajoute que « L'État perçoit gratuitement la contribution ecclésiastique volontaire que les Églises reconnues demandent à leurs membres »).
La constitution du canton de Vaud reconnaît l'Église évangélique réformée et l'Église catholique romaine comme « institutions de droit public » et précise que « L'État leur assure les moyens nécessaires à l’accomplissement de leur mission » (article 170). Cependant, un arrêt du Tribunal fédéral (ATF 99 Ia 739) reconnaît le droit aux contribuables de se faire rembourser la part communale des impôts ecclésiastiques,.

### Tadjikistan
L'article premier de la constitution du Tadjikistan affirme que le pays est laïque (The Republic of Tajikistan shall be a sovereign, democratic, law-based, secular, and unitary state).

### Tchad
L'article premier de la Constitution de 2018 stipule que "Le Tchad est une République souveraine, indépendante, laïque, sociale, une et indivisible".

### Turkménistan
Le préambule et l'article premier de la Constitution rappelle que le Turkménistan est laïque ("Turkmenistan is a democratic, legal and secular state in which the government takes the form of presidential republic").

### Turquie
La Turquie est officiellement un État laïque de par sa constitution, et ce depuis le 5 février 1937. La Constitution du 20 janvier 1921, ne mentionne ni une religion ni la laïcité ; la loi constitutionnelle du 29 octobre 1923 en modifie l’article 2 en indiquant que « la religion de l’État turc est l’islam » (Türkiye Devletinin dini, Dîn-i İslâmdır). Cette mention est conservée dans la constitution du 20 avril 1924 (dont l’article 75 proclame pourtant la liberté de conscience et de culte - à condition qu’elles ne s’opposent pas aux lois), supprimée le 11 avril 1928 et remplacée le 10 décembre 1937 par « l’État turc est républicain, nationaliste, populiste, étatiste, laïc et réformateur » (Türkiye Devleti, Cumhûriyetçi, Milliyetçi, Hâlkçı, Devletçi, Laik ve İnkılâpçı’dır), les « six principes d’Atatürk ».
Les imams turcs sont des fonctionnaires payés par l'État et dépendant du Ministère des affaires religieuses qui entretient aussi des missions à l'étranger. La religion figurait sur la carte d'identité jusqu'aux années 2000 et des rudiments de l'islam sunnite sont quasiment systématiquement enseignés dans les écoles.
La Turquie est un des quelques pays majoritairement musulmans, comme certains États africains ou de l'ex-URSS, à être laïc. Cependant, la séparation entre les Églises et l’État n’est pas réciproque comme en France : la laïcité s'accommode d'une mise sous tutelle de la religion par l'État, qui finance et forme des prêtres et des écoles religieuses. Par ailleurs, elle est juridiquement considérée comme étant liée à l'ordre public, ce qui a été réaffirmé par la Cour européenne des droits de l'homme dans l’affaire Leyla Şahin contre Turquie (en) (2004-2005), dans laquelle la cour a soutenu l'interdiction du voile dans certains cas.

### Uruguay
L'article 3 de la constitution de 1964 dispose « Tous les cultes sont libres en Uruguay. L’État ne soutient aucune religion. » ("El Estado no sostiene religión alguna").

### Cas particuliers

#### Union européenne
L’Union européenne regroupe des États ayant des conceptions différentes de la laïcité. Pour tenter de gommer ces divergences, le traité d'Amsterdam de 1997 prévoit les modalités du « dialogue » entre l'Union et les Églises[source insuffisante] :
« 11. Déclaration relative au statut des églises et des organisations non confessionnelles
L'Union européenne respecte et ne préjuge pas le statut dont bénéficient, en vertu du droit national, les Églises et les associations ou communautés religieuses dans les États membres.
L'Union européenne respecte également le statut des organisations philosophiques et non confessionnelles. »
Le Traité établissant une constitution pour l'Europe reprenait ces dispositions mot pour mot dans son article 51, l'alinéa 3 ajoutant :
« Reconnaissant leur identité et leur contribution spécifique, l’Union maintient un dialogue ouvert, transparent et régulier, avec ces Églises et organisations. »
Beaucoup de Français[Lesquels ?] se sont élevés contre cet alinéa 3, estimant qu’il accordait aux Églises des privilèges incompatibles avec une constitution laïque. Il faisait de toute façon double emploi avec l’article 46(-2) : « Les institutions de l’Union entretiennent un dialogue ouvert, transparent et régulier avec les associations représentatives et la société civile. » Le Traité fut rejeté, mais ces dispositions furent reprises mot pour mot à l'article 17 du traité sur le fonctionnement de l'Union européenne par le traité de Lisbonne en 2009[source insuffisante].
En revanche, certains, en particulier le pape Jean-Paul II, ont regretté qu’il ne soit pas fait référence, non pas à la religion, mais à la culture chrétienne comme socle commun des peuples européens[source insuffisante].

#### Conseil de l'Europe
Le Conseil de l'Europe exhorte quant à lui ses États membres à refuser le relativisme culturel et rappelle la primauté de la séparation des Églises et de l’État et des droits de l’Homme. Il les exhorte notamment à veiller à ce que la liberté de religion ne soit pas acceptée comme un prétexte à la justification des violations des droits des femmes et condamne toute coutume ou politique fondée sur ou attribuée à la religion qui irait à son encontre, citant les mariages forcés, les mutilations génitales, les oppositions au divorce ou à l’avortement, l’imposition de code vestimentaire aux mineures.